# Zimní běh Litní
Zimní běh Litní a zámeckým parkem je smíšený běžecký závod na necertifikované trati o délce 6925 m. Koná se každoročně v třetí lednovou sobotu v Litni v okrese Beroun.

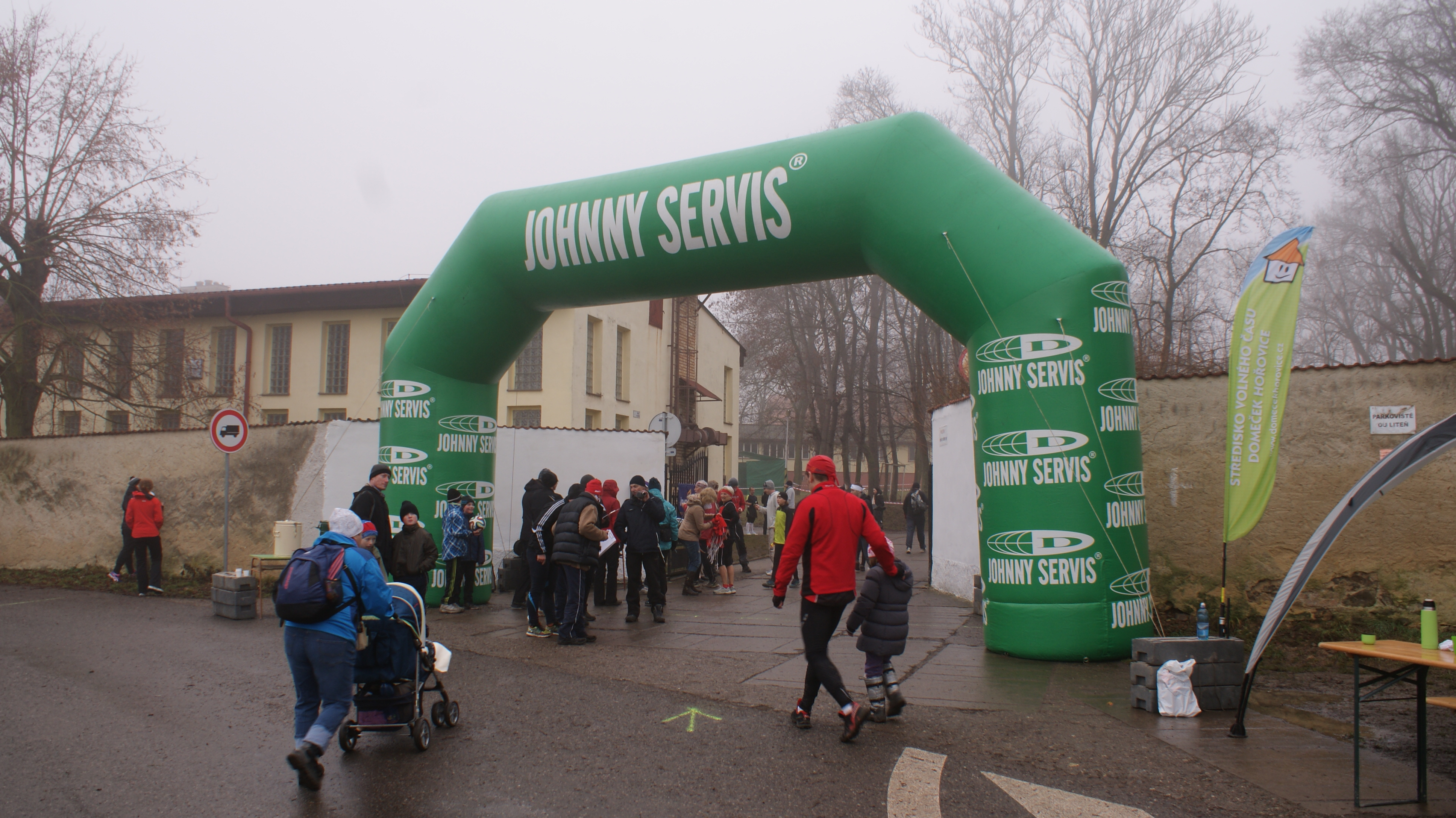
Start a cíl v bráně Areálu Liteň

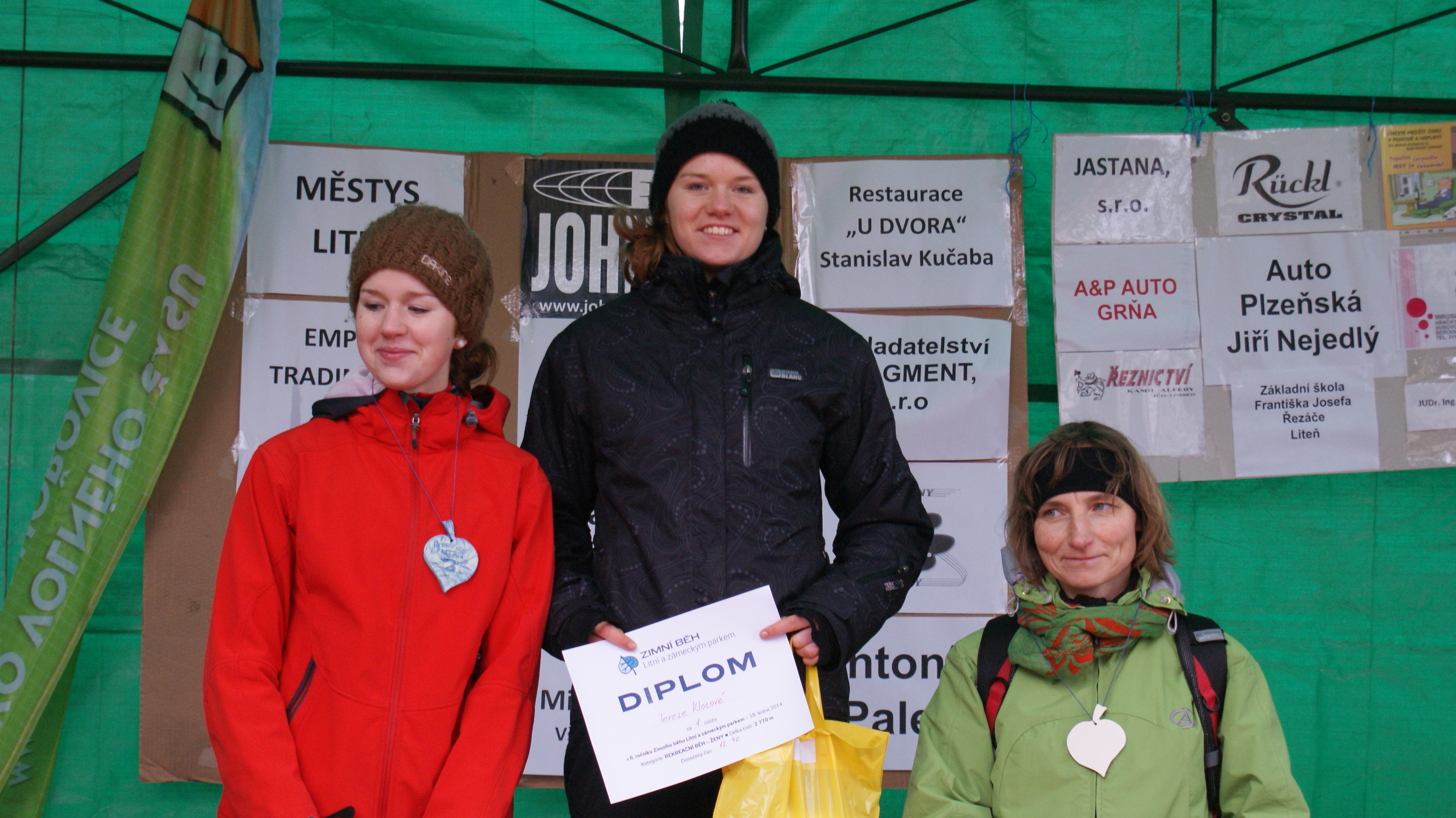
2.Zimní běh Litní – na stupních vítězů ženy 18. 1. 2014

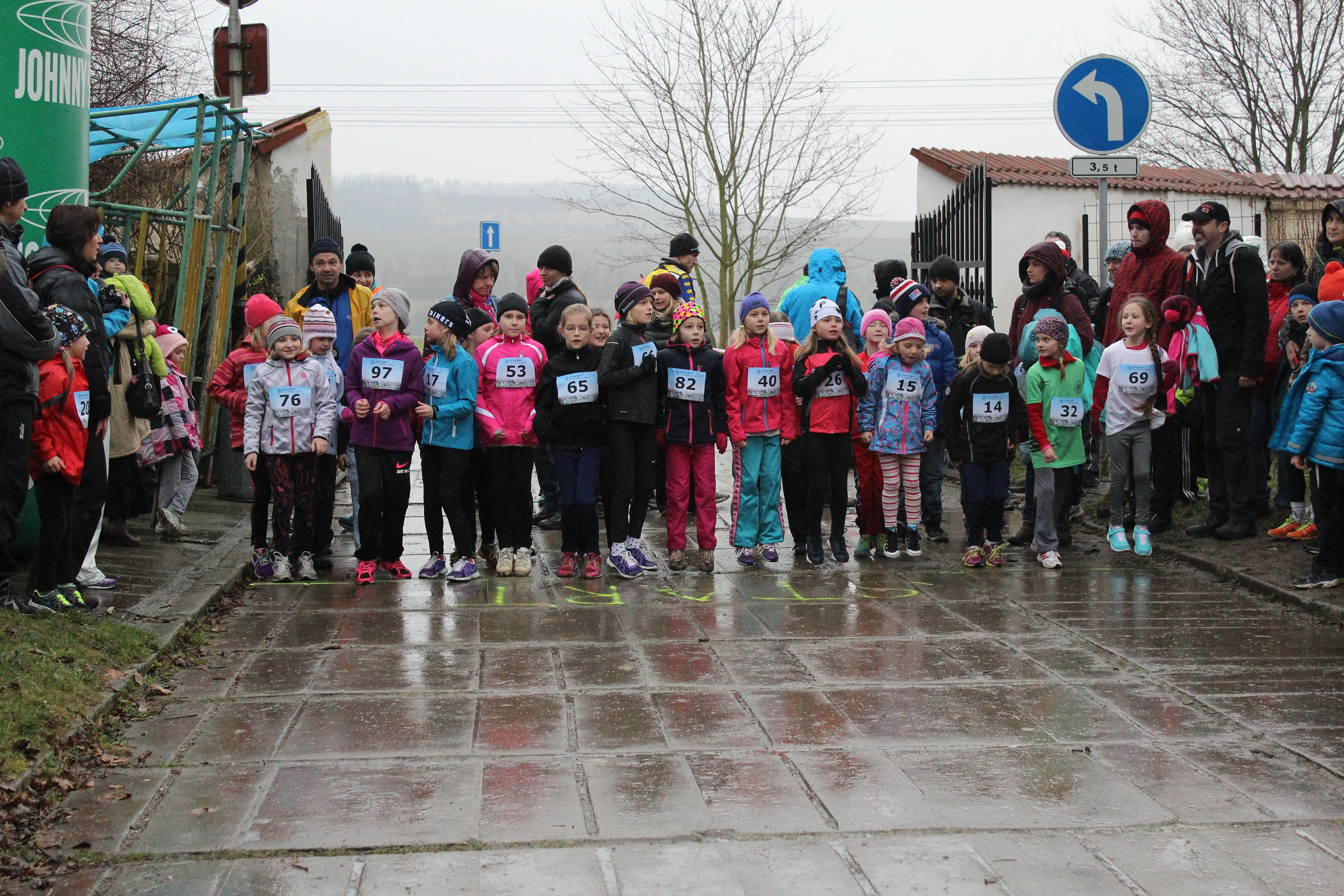
3.Zimní běh Litní – Na startu dívky 8-9 let 17.1.2015

## Charakteristika závodu

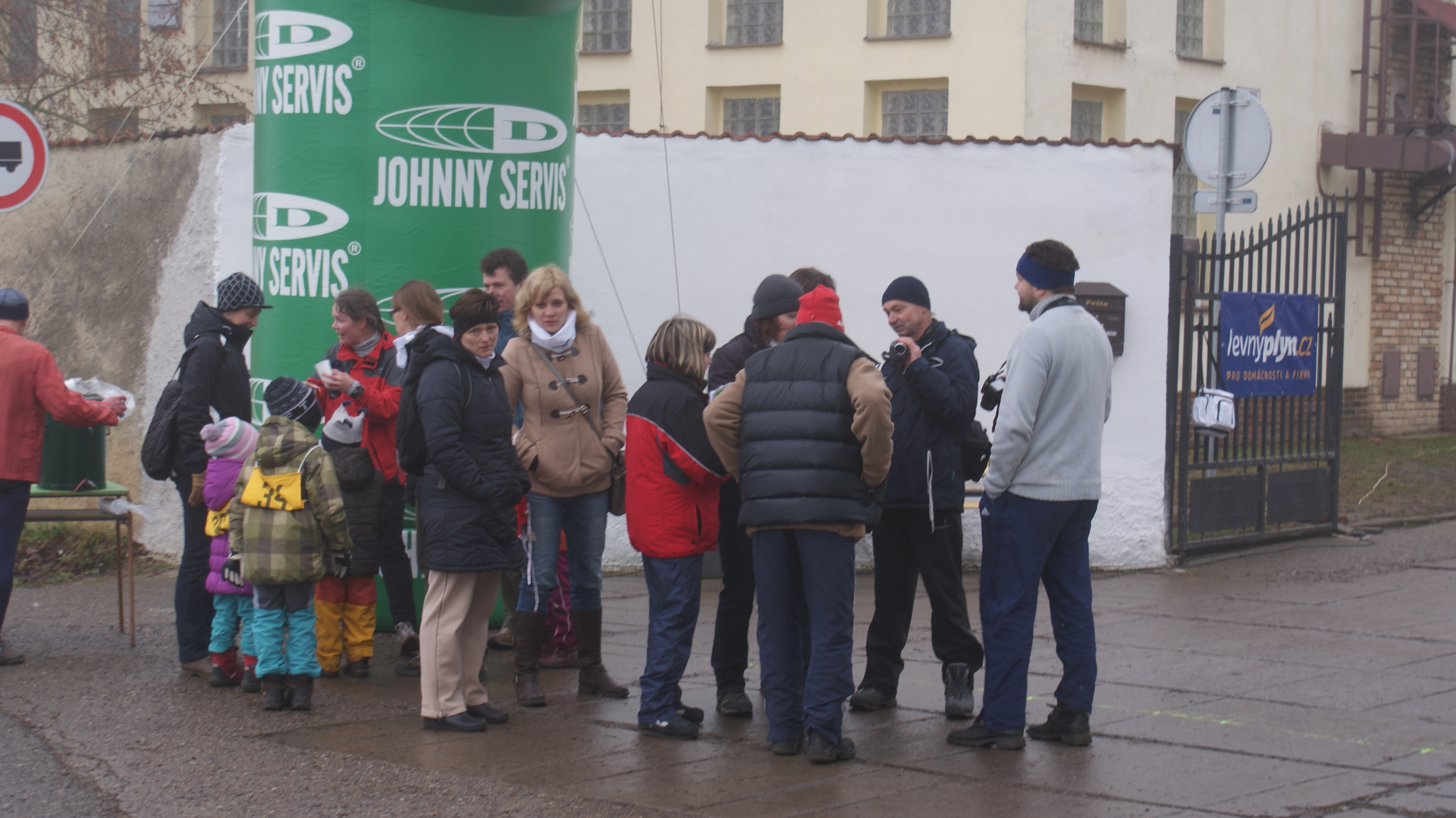
Start a cíl 18. 1. 2014

### Trať závodu
Trať závodu o celkové délce  6925 m vede od startu v hlavní bráně Areálu Liteň přes zatravněnou plochu areálu  na jih k plotu. Trať pak pokračuje na východ do ulice Dvůr a kolem budovy knihárny se stáčí kolem starého pivovaru  do prostor statku Liteň směrem k zámku podél sýpky. Mezi  Čechovnou a zámkem vede na obvodovou cestu zámeckého parku. Z parku pak pokračuje brankou v ohradní zdi zámku vedle sala  terreny do ulice Pode Zděmi a touto ulicí podél ohradní zdi zámeckého parku do cíle v bráně areálu učiliště. Povrch trati není zpevněn a tvoří jej asfalt,  štěrk, trávník a prašná cesta. Trať zatím není certifikována. Trať závodu tedy vede po části zelené a modré stezky Naučné stezce Liteň. Registrace závodníků, start a cíl je v Areálu Liteň

### Pravidla závodu

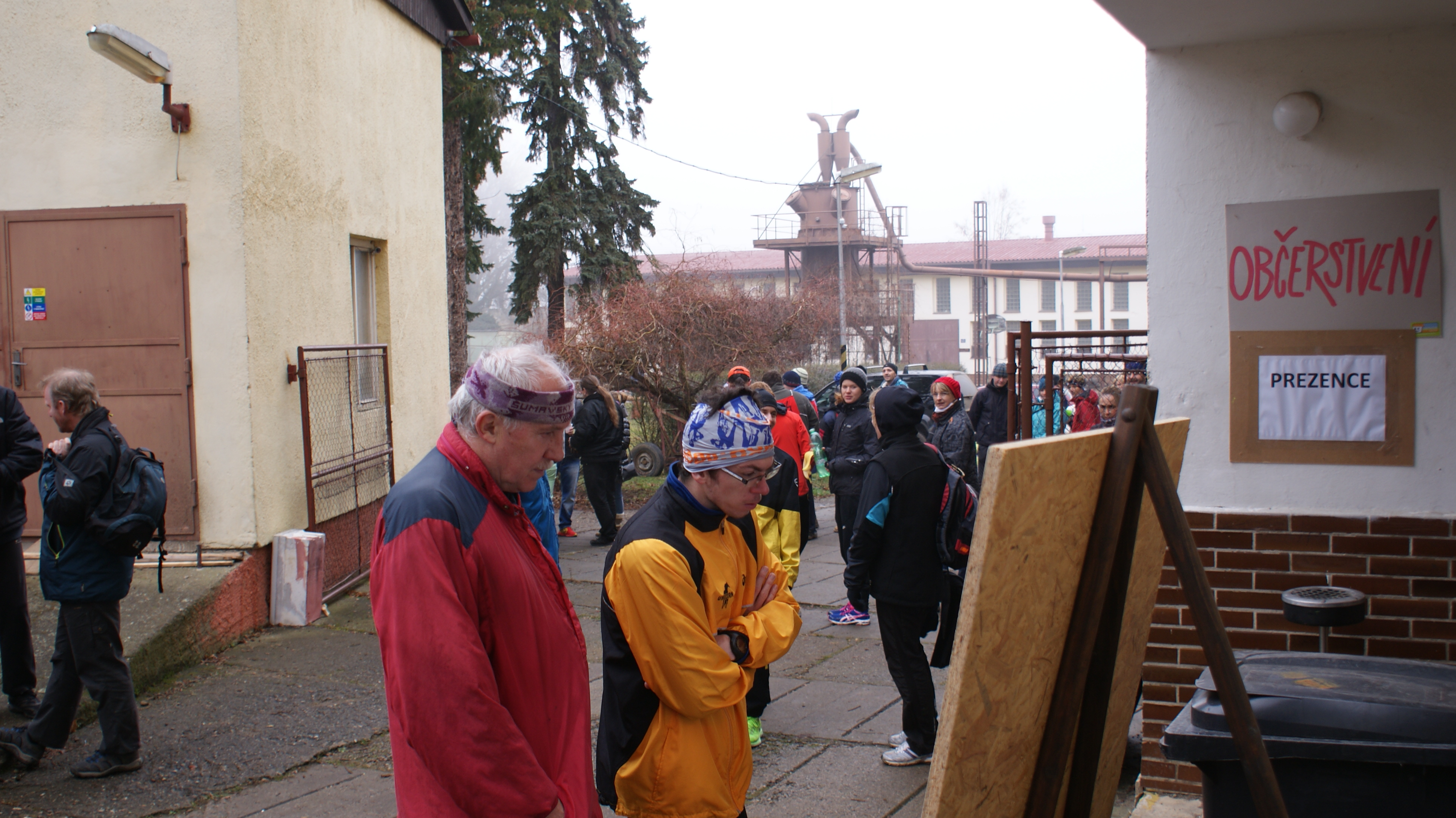
Studium propozic 18. 1. 2014

Závodníci startují v kategoriích podle věku dosaženého v roce konání závodu bez ohledu na datum narození. Kategorie mají stanovenu odlišnou délku trati podle předpokládané fyzické zdatnosti závodníků. Podmínkou účasti je podání přihlášky, která je dostupná on-line na webu Ironime. Čipová časomíra.cz nejpozději v den závodu před jeho zahájením. Podáním přihlášky závodník prohlašuje, že startuje na vlastní nebezpečí a že zodpovídá za svůj zdravotní stav. Účastník musí složit startovné, které činí v kategorii mládež a Běh pro zdraví 20 Kč, v kategorii dospělí 70 Kč. Závod se koná za každého počasí. Závod se koná podle pravidel atletiky. Organizátor si vyhrazuje právo upravit čas startu podle počtu závodníků. Každá kategorie je hodnocena zvlášť. Závodník může vznést proti vyhlášenému výsledku závodu v kategorii protest do 20 minut po ukončení závodu u ředitele závodu. Podmínkou akceptování protestu je vklad 100 Kč, který se při oprávněném protestu vrací protestujícímu závodníkovi. Výsledky závodu podle kategorií jsou vyhlášeny po skončení závodu. Výsledková listina je zveřejňována na webech organizátorů. a na webu Ironime. Čipová časomíra.cz v rubrice Výsledky.  V Areálu Liteň jsou pro závodníky zajištěny šatny. Občerstvení je zajištěno v cílové rovince a v budově bývalého učiliště.

### Kategorie závodníků

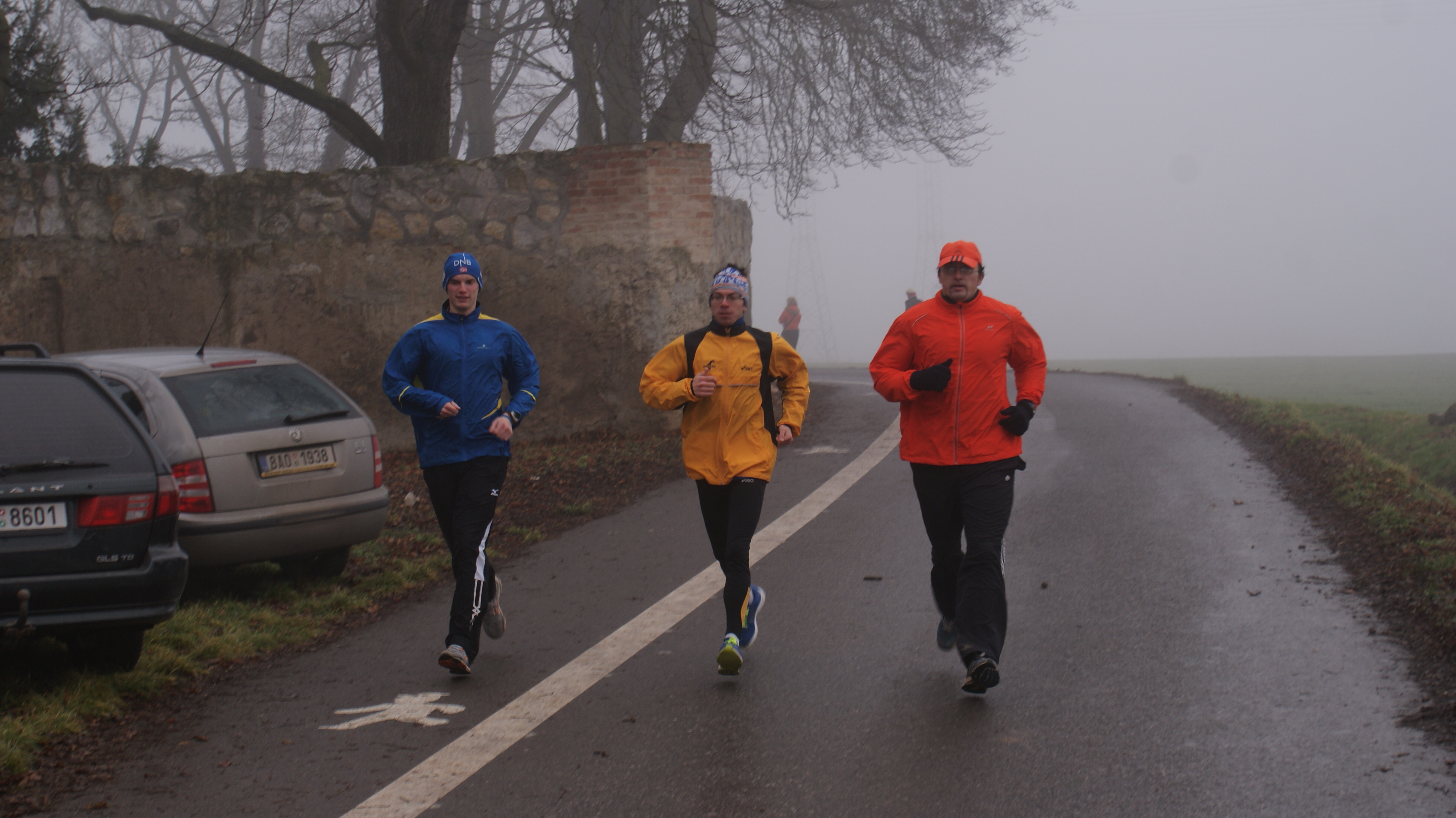
Závodníci na Zimním běhu Litní 2014 18. 1. 2014

Závodníci startují v kategoriích:

#### Muži

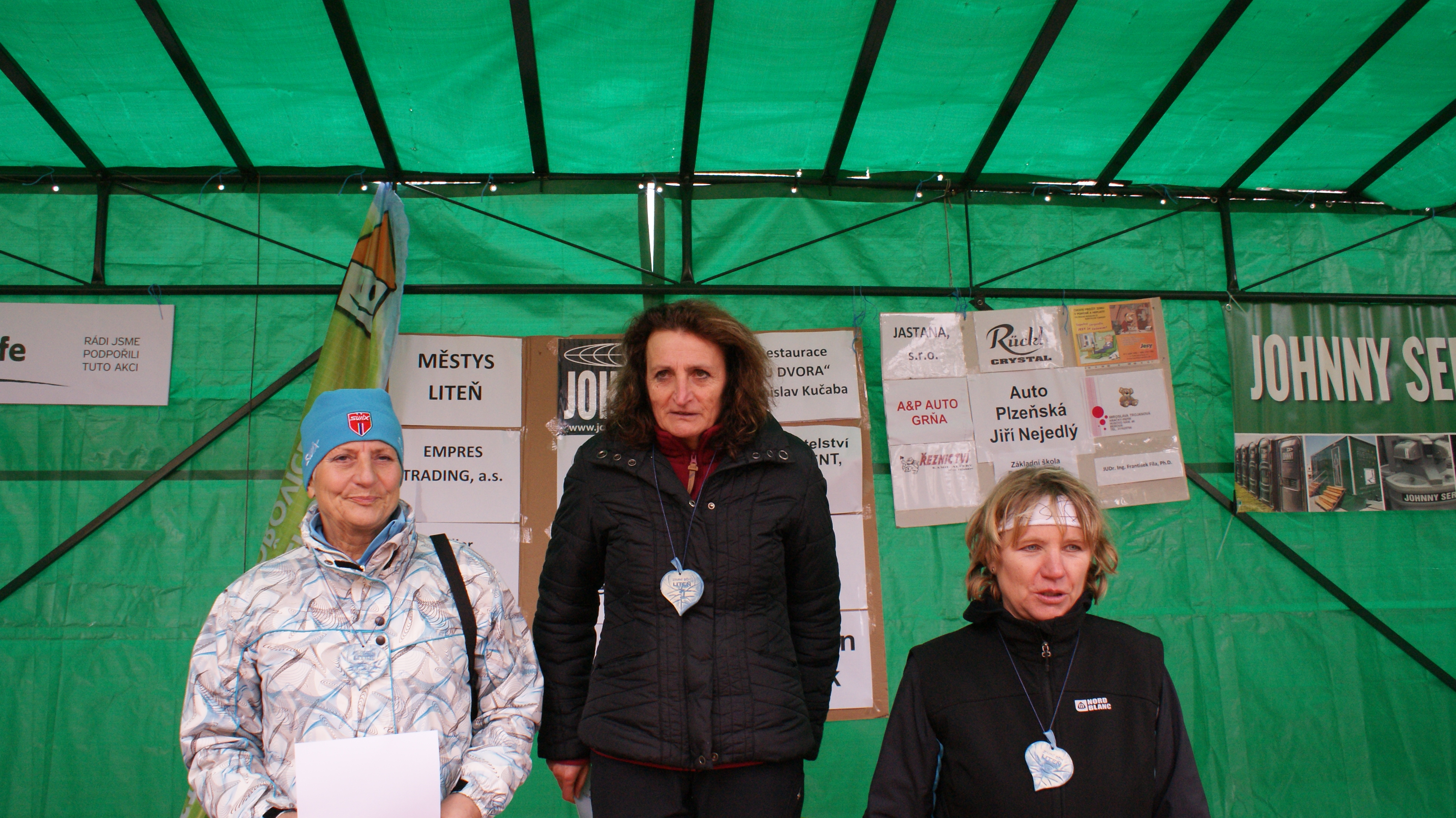
4. Zimní běh Litní – vyhlášení ženy 18. 1. 2014

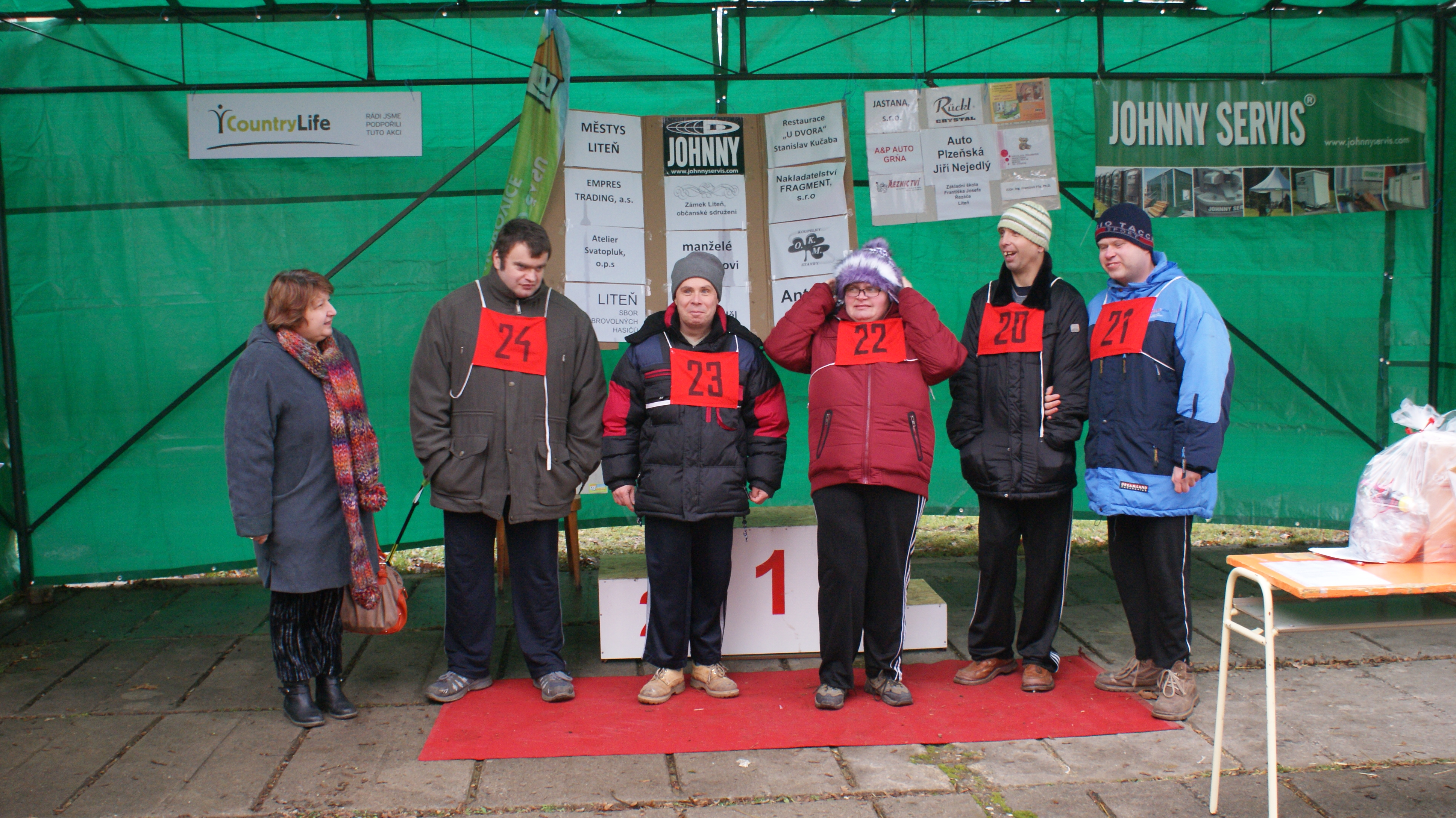
Klienti KONIKLEC SUCHOMASTY

| Věk (roky) | Délka trati |
| ---------- | ----------- |
| Muži 18-39 | 6925 m      |
| Muži 40-49 | 6925 m      |
| Muži 50-59 | 6925 m      |
| Muži 60-69 | 6925 m      |
| Muži 70+   | 6925 m      |

#### Ženy

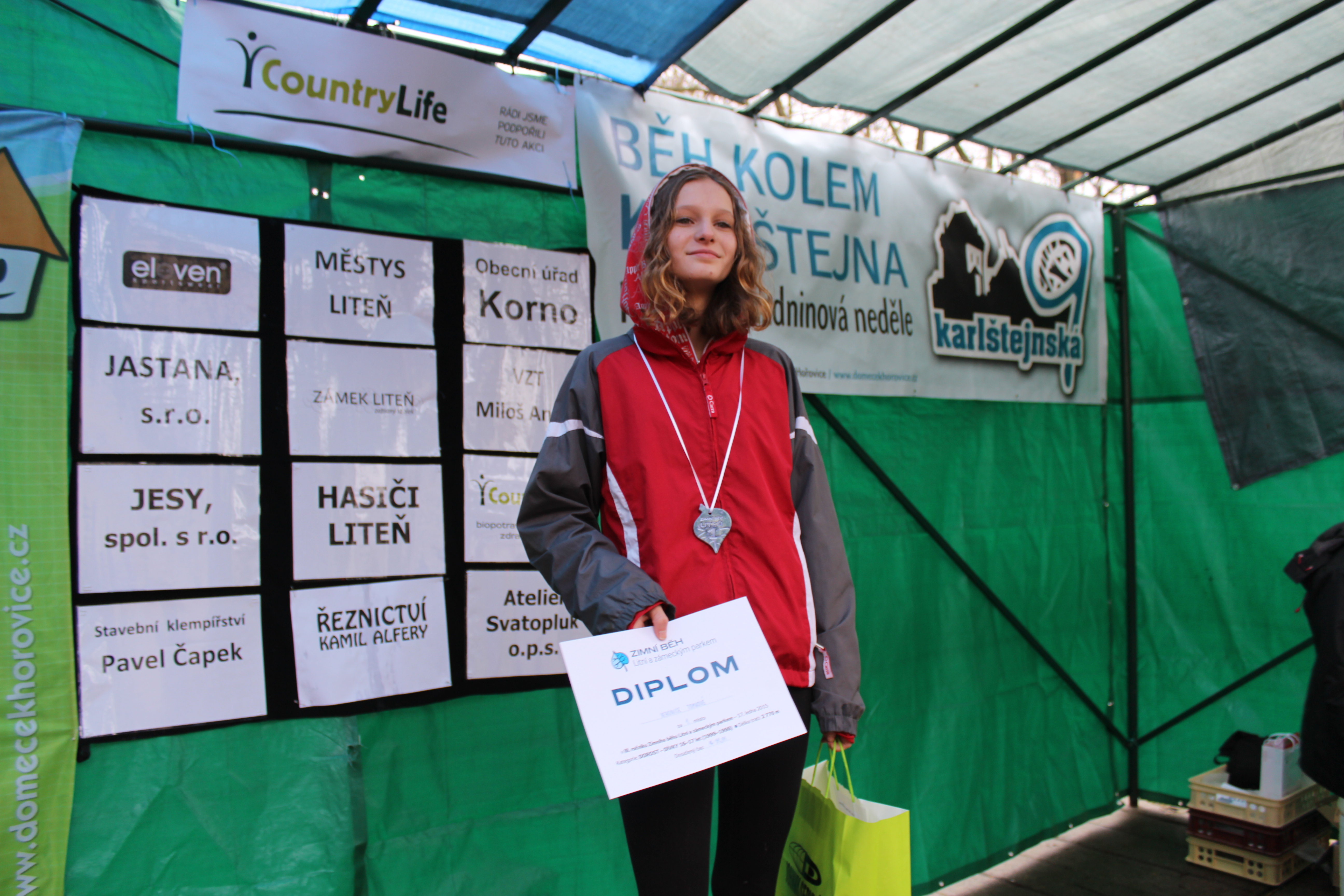
Vítězka zvláštní kategorie 17. 1. 2015

| Věk (roky) | Délka trati |
| ---------- | ----------- |
| Ženy 18-34 | 6925 m      |
| Ženy 35-44 | 6925 m      |
| Ženy 45-54 | 6925 m      |
| Ženy 55+   | 6925 m      |

#### Dorost

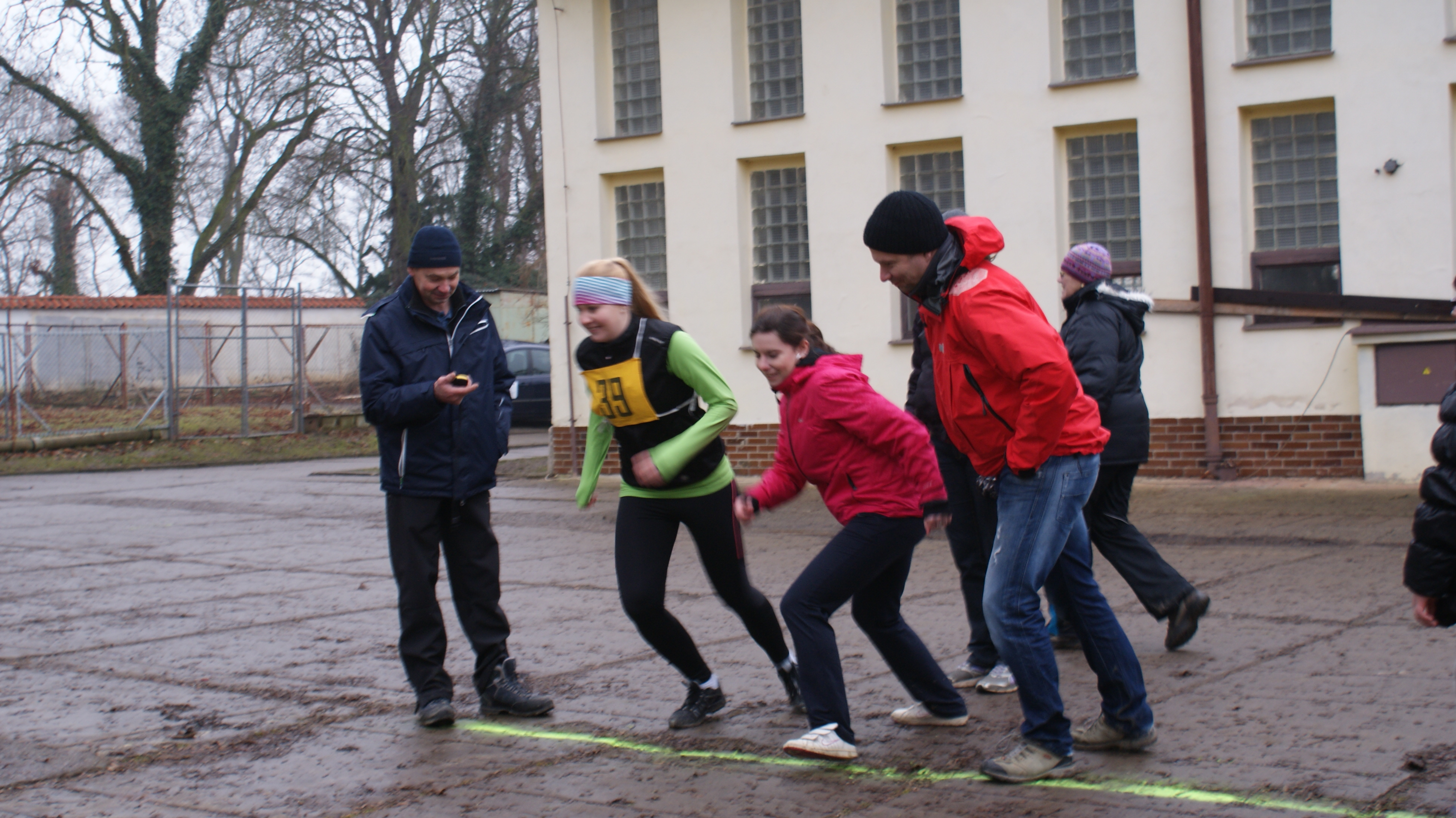
Start zábavného závodu 2014

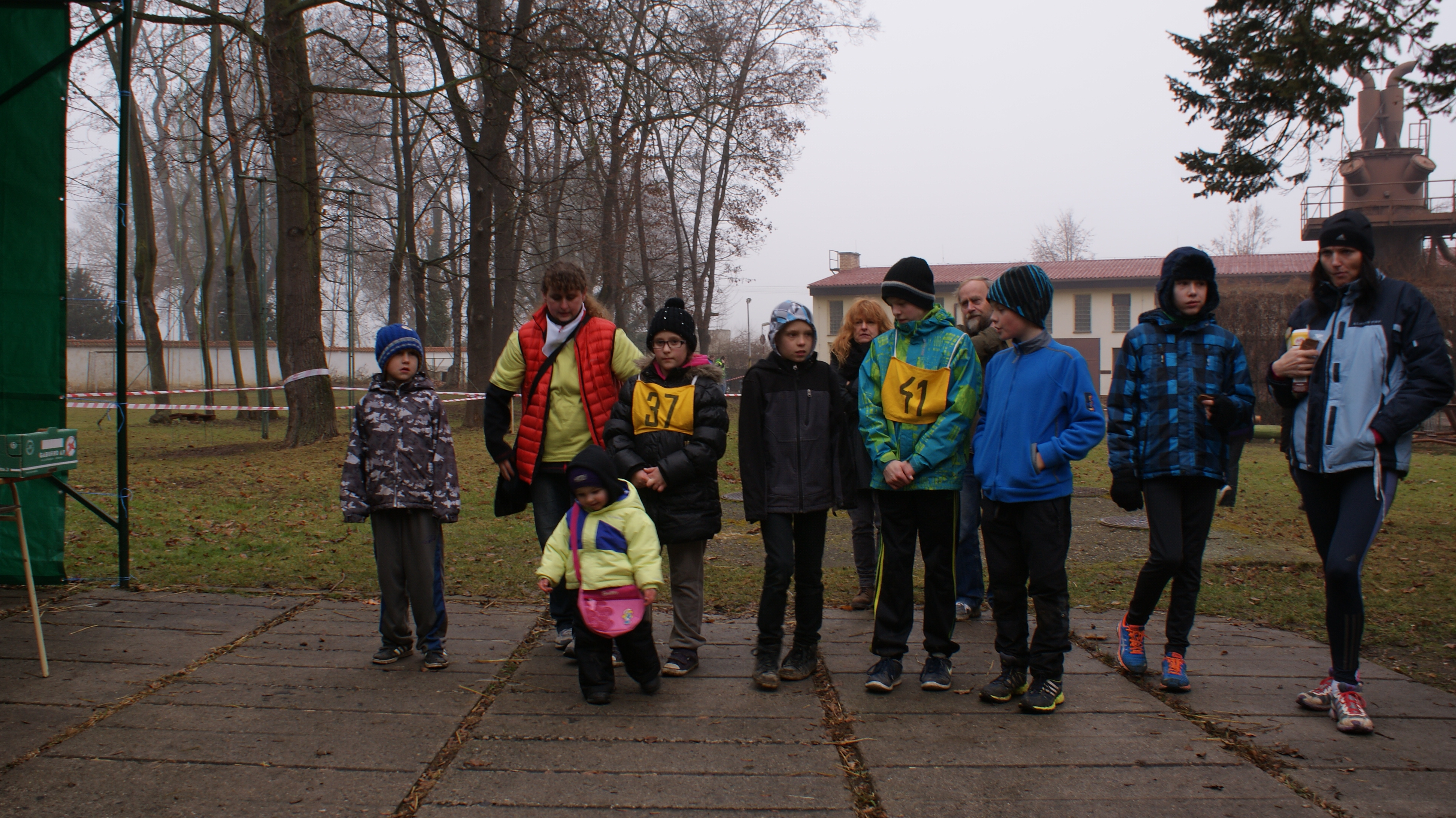
Junioři před startem 18. 1. 2014

| Věk (roky) | Délka trati |
| ---------- | ----------- |
| 16-17      | 2770 m      |

#### Děti

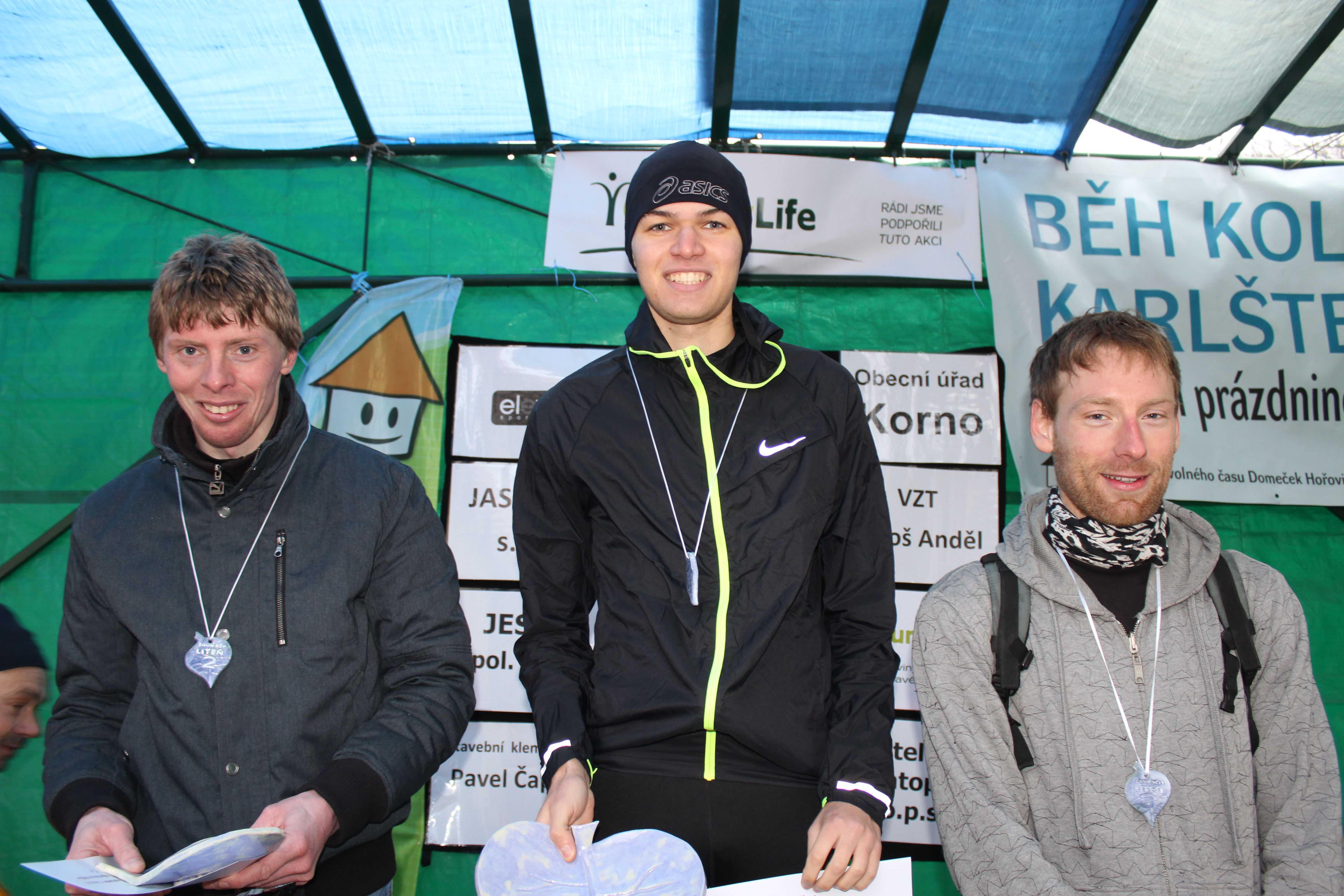
Vítězové kategorie muži 2015

| Věk (roky) | Délka trati |
| ---------- | ----------- |
| 3 a mladší | 50 m        |
| 4-5        | 100 m       |
| 6-7        | 310 m       |
| 8-9        | 620 m       |
| 10-11      | 1385 m      |
| 12-13      | 1385 m      |
| 14-15      | 1385 m      |

#### Běh pro zdraví a kondici

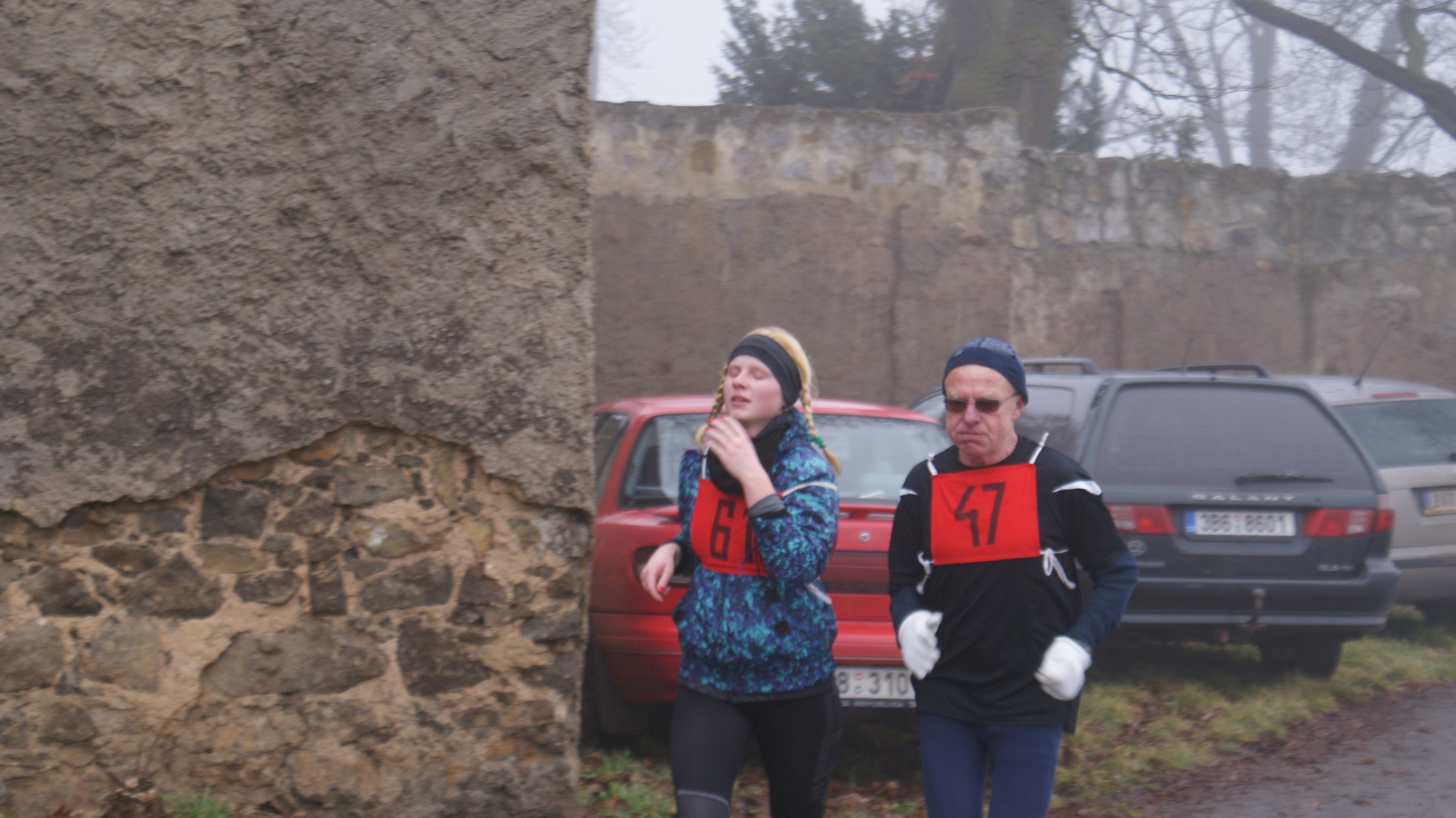
Závodníci před cílem

| Věk (roky)  | Délka trati |  |
| ----------- | ----------- |  |
| bez rozdílu | 2770 m      |  |

### Doprovodné aktivity závodu

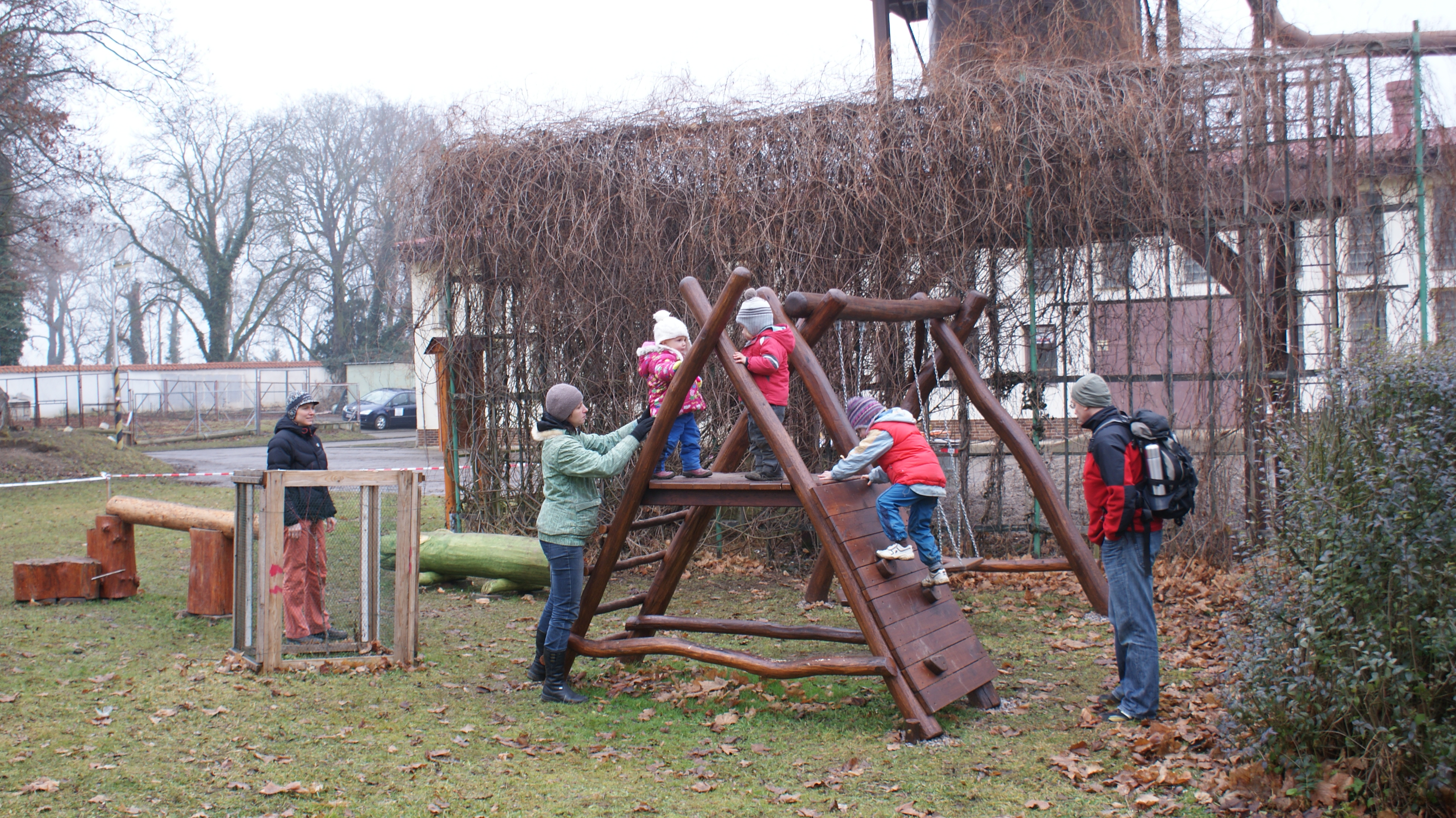
Nejmenší závodníci

Zimní běh Litní a zámeckým parkem je koncipován jako celodenní program pro závodníky a jejich rodiny. Domeček Hořovice využívá svou dlouholetou zkušenost z projektů na podporu rodinného života a akcí pro rodiny. Areál Liteň dětem nabízí koutek s dětským hřištěm instalovaný v rámci zastavení Naučné stezky Liteň nebo na hřišti původního učiliště.
Pro účastníky, kteří nejsou aktivními běžci, je připraven kondiční běh. Pro rodiny a zejména děti závodníků je tradičně připravován zábavný běh se společným plněním různých úkolů. V II. ročníku to byla domácí zabíjačka, ve které museli například zavěsit jitrnice na prádelní šňůru. Závodu se účastní ve zvláštní kategorii zdravotně postižení běžci z liteňského centra chráněného bydlení pro mentálně postižené sdružení Koniklec Suchomasty, pro které je účast na závodě motivující a je součástí jejich terapeutického a rehabilitačního programu.

## Pořadatelé

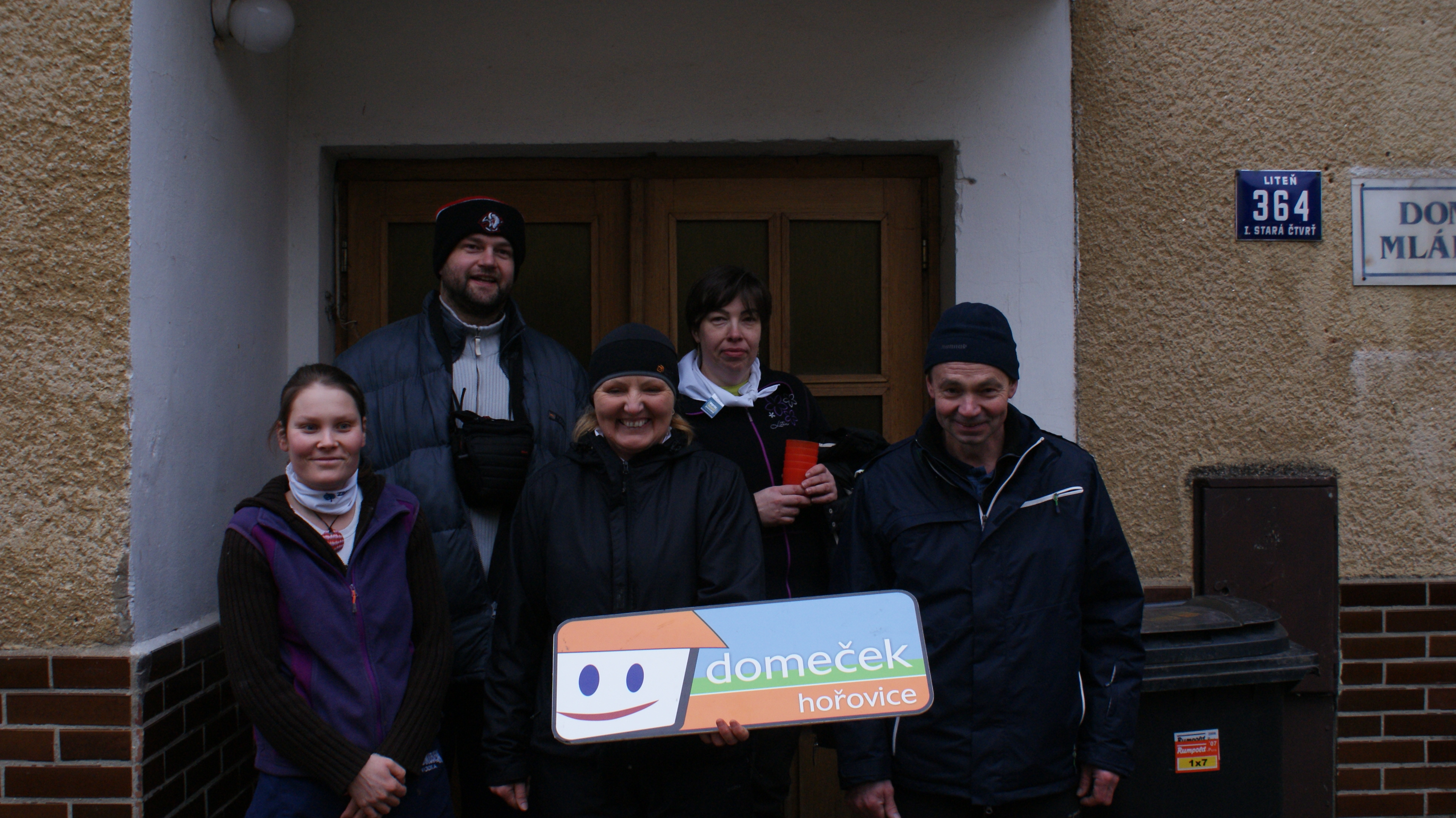
Tým organizátorů Střediska volného času DOMEČEK

Závod Zimní běh Litní organizuje Středisko volného času DOMEČEK HOŘOVICE – odloučené pracoviště Liteň Městys Liteň poskytuje záštitu pro konání akce na místních komunikacích a Areálu Liteń. Na organizaci se podílí občanské sdružení Zámek Liteň, které umožňuje vedení trati kolem zámku a zámeckým parkem. Sbor dobrovolných hasičů Liteň zajišťuje uzavírky místních komunikací a poskytuje svoje vozidla pro logistiku. Základní škola Františka Josefa Řezáče propaguje běh mezi svými žáky a její učitelé se akce účastní jako závodníci i jako pořadatelé. a Atelier Svatopluk o. p. s. zajišťuje zázemí pro organizátory a rozhodčí, šatny a občerstvení pro účastníky. Úspěšné konání je každoročně výsledkem aktivity třech desítek místních sportovců a organizátorů. Například v hodnocení Zimního běhu Litní v roce 2014 uvádí ve svém poděkování organizátoři Eva Knopová, Stanislav Krtek a Jana Krtková 32 osob, které jim pomáhaly a které se na organizaci a realizaci závodu podílely. Průběh Zimního běhu Litní zajišťuje ředitel závodu a hlavní rozhodčí. V prvních třech ročnících byl ředitelem závodu Stanislav Krtek. Funkci hlavního rozhodčího vykonává Jaroslav Prouza (v roce 2013 spolu s Jiřím Kovandou)

### Podpora sponzorů a médií
Závod každoročně podpoří finančně a věcně liteňští podnikatelé jako sponzoři a partneři. Závod Zimní běh Litní si za dva ročníky získal oblibu u sportovců a obyvatel Berounska i běžecké veřejnosti v ČR. Reportáže z zprávy o jeho konání i přípravě jsou zveřejňovány na webech pořadatelských organizací. Informace o závodu, jeho pravidlech a výsledcích jsou zařazeny na webech specializovaných na běžecké závody, například behej.com,  IRONTIME, nebo Bezva běh. O Zimním běhu Litní referují periodika Berounska: Berounský deník, Podrbrdské noviny, Naše noviny. Propagaci závodu přispívá, že jeho účastníci zveřejňují informace o jeho konání ve svých profilech na sociálních sítích.

## Historie závodu

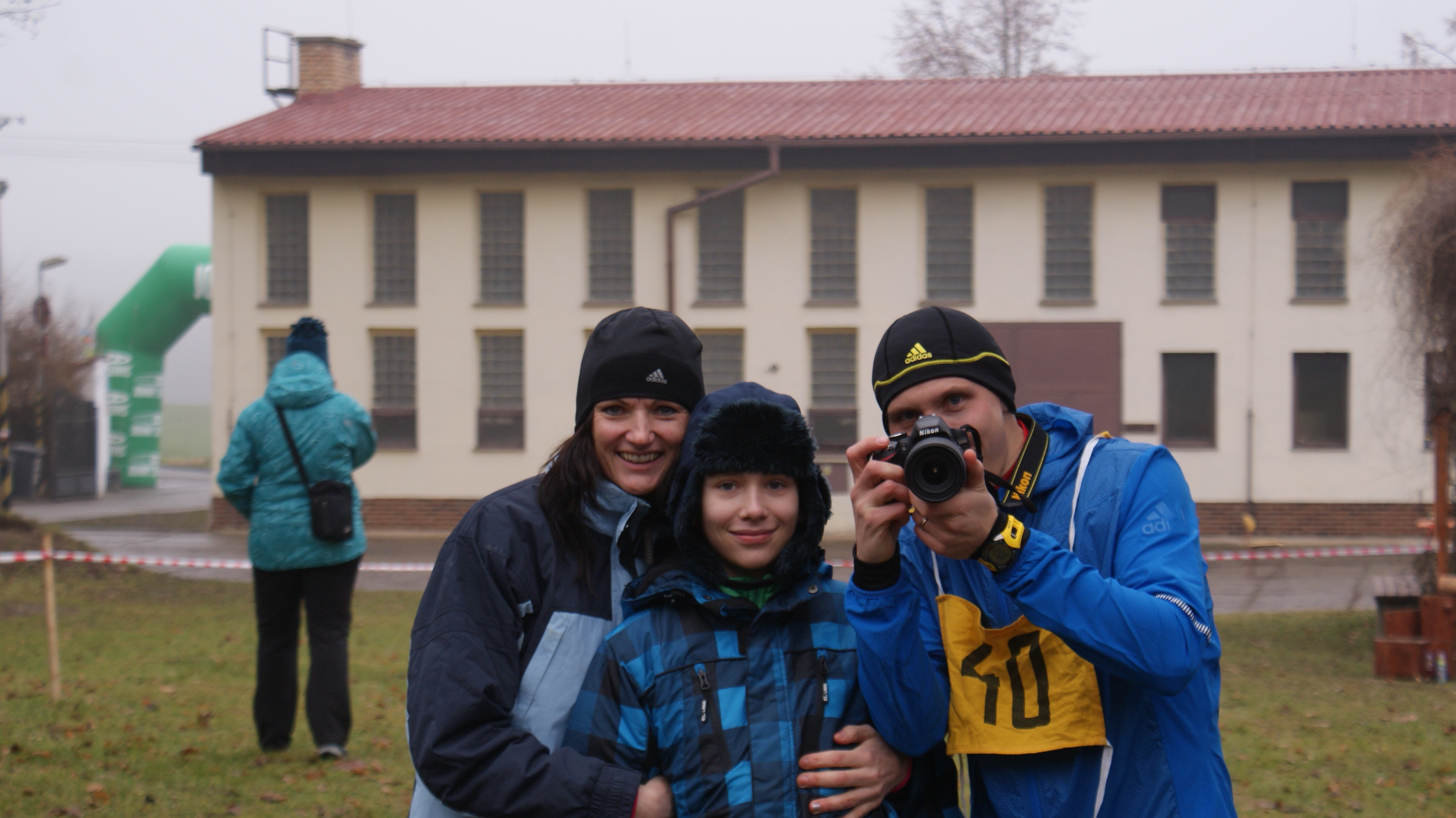
Rodinný tým fotografuje 18. 1. 2014

### I. ročník 19. ledna 2013
První ročník se konal 19. ledna 2013 s názvem ZIMNÍ BĚH – LITEŇ  CUP.

### II. ročník 18. ledna 2014
Druhý ročník se konal v sobotu 18. ledna 2014 pod názvem Zimní běh Litní a zámeckým parkem 2. ročník. Startovalo 251 závodníku z Berounska i ze vzdálenějších míst ČR (Kroměříž, Mariánské Lázně a Kouty na Šumavě). Nejmladšímu běžci bylo 15 měsíců a nejstaršímu 85 let.

### III. ročník 17. ledna 2015
Třetí ročník se konal v sobotu 17. ledna 2015 pod názvem Zimní běh Litní a zámeckým parkem 3. ročník. Ve všech kategoriích se jej účastnilo 225 závodníků. Nejstaršímu účastníkovi bylo 75 let. Novinkou byla elektronická prezentace závodníků před závodem a měření času pomocí čipů v pásce na rukávu závodníka a zařízení v měřící linii cíle. Zveřejněná výsledková listina závodu je rozdělena na kategorie, kde bylo měření prováděno digitálně a na část kategorií, kde čipová časomíra použita nebyla. Závod byl tradičně výsledkem týmové přípravy tří desítek dobrovolníků, kteří se podíleli na jeho zajištění, výrobě diplomů, věcných cen a technickém zabezpečení.

## Statistika závodníků podle ročníků a kategorií

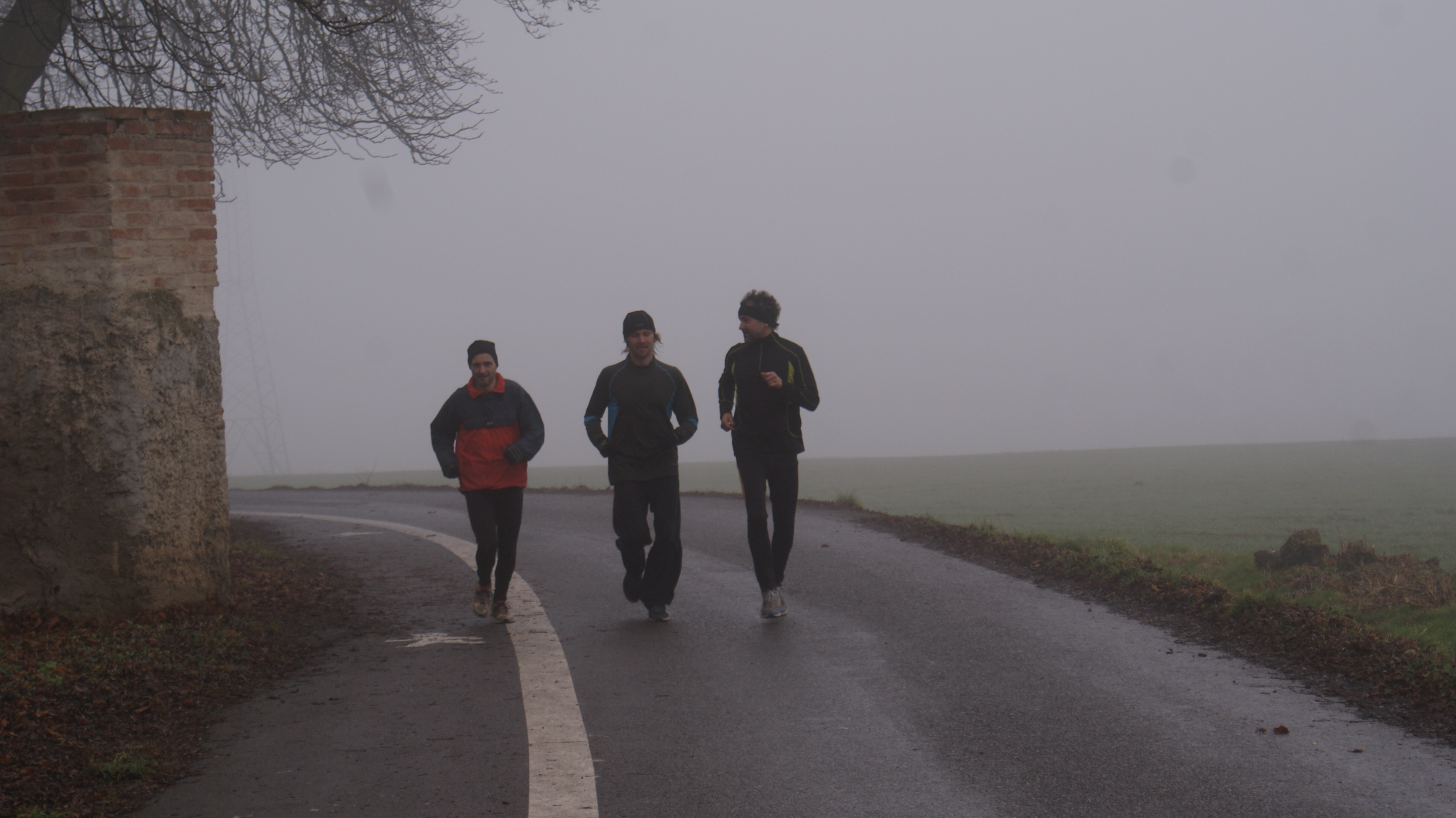
Trasa závodu v ulici Pode Zděmi

### Muži
| Věk (roky) | 2013 | 2014 | 2015 |
| ---------- | ---- | ---- | ---- |
| Muži 18-39 |      |      | 25   |
| Muži 40-49 |      |      | 21   |
| Muži 50-59 |      |      | 10   |
| Muži 60-69 |      |      | 7    |
| Muži 70+   |      |      | 5    |

### Ženy
| Věk (roky) | 2013 | 2014 | 2015 |
| ---------- | ---- | ---- | ---- |
| Ženy 18-34 |      |      | 6    |
| Ženy 35-44 |      |      | 6    |
| Ženy 45-54 |      |      | 1    |
| Ženy 55+   |      |      | 2    |

### Dorost
| Věk (roky) | 2013 | 2014 | 2015 |
| ---------- | ---- | ---- | ---- |
| 16-17      |      |      | 2    |

### Děti
| Věk (roky) | 2013 | 2014 | 2015 |
| ---------- | ---- | ---- | ---- |
| 3 a mladší |      |      | 8    |
| 4-5        |      |      | 17   |
| 6-7        |      |      | 18   |
| 8-9        |      |      | 40   |
| 10-11      |      |      | 22   |
| 12-13      |      |      | 7    |
| 14-15      |      |      | 11   |

### Běh pro zdraví a kondici
| Věk (roky)  | 2013 | 2014 | 2015 |
| ----------- | ---- | ---- | ---- |
| bez rozdílu |      |      | 16   |

### Zábavný závod smíšených tříčlenných družstev
| Věk (roky)  | 2013 | 2014 | 2015 |
| ----------- | ---- | ---- | ---- |
| bez rozdílu |      |      | 24   |

### Hendikepované družstvo – KONIKLEC SUCHOMASTY – bez určení pořadí a času – 100 m
| Věk (roky)  | 2013 | 2014 | 2015 |
| ----------- | ---- | ---- | ---- |
| bez rozdílu |      |      | 3    |

## Galerie II. ročníku Zimního běhu Litní 18. 1. 2014

### Vítězové

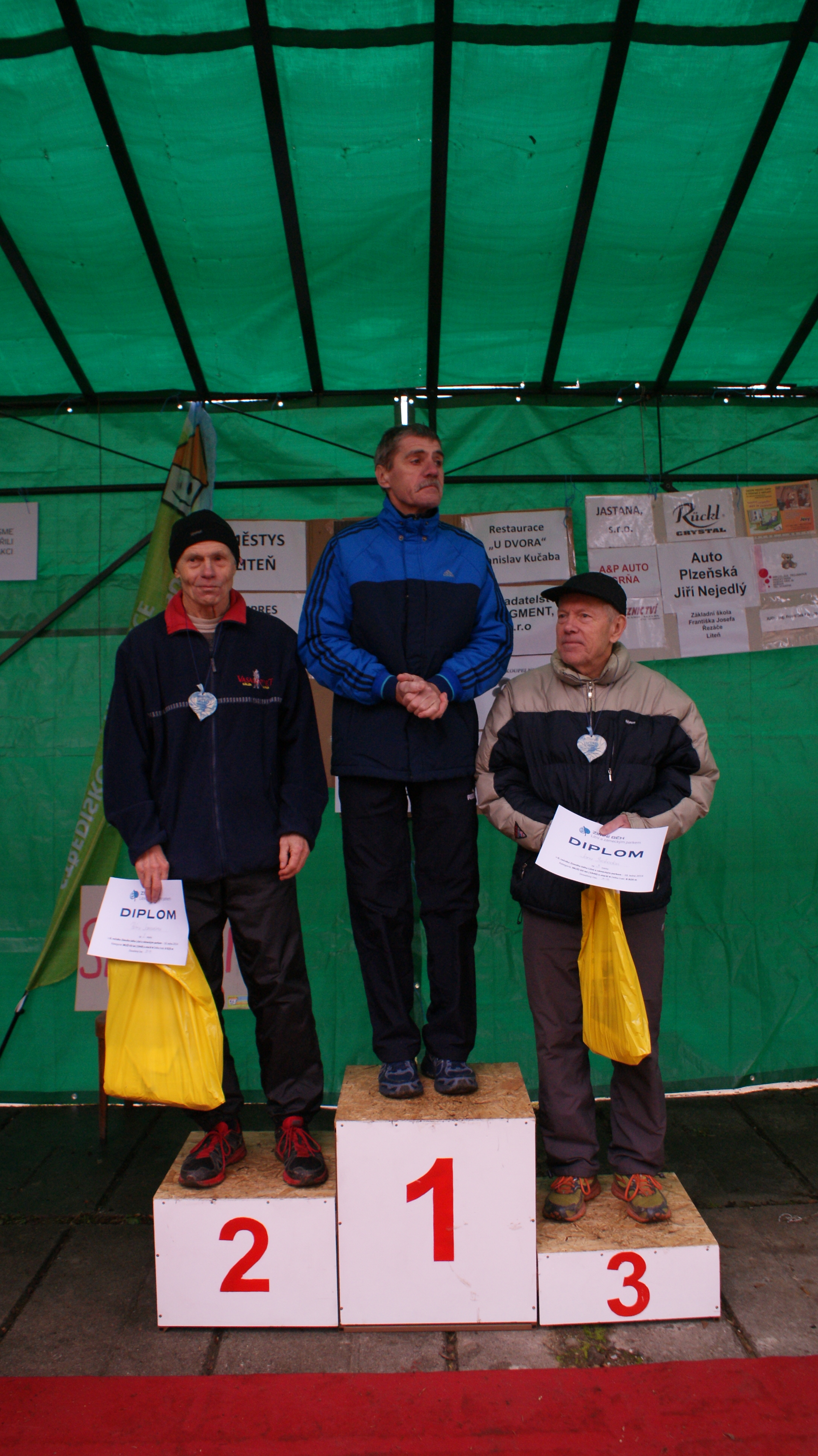
Muži na stupni vítězů
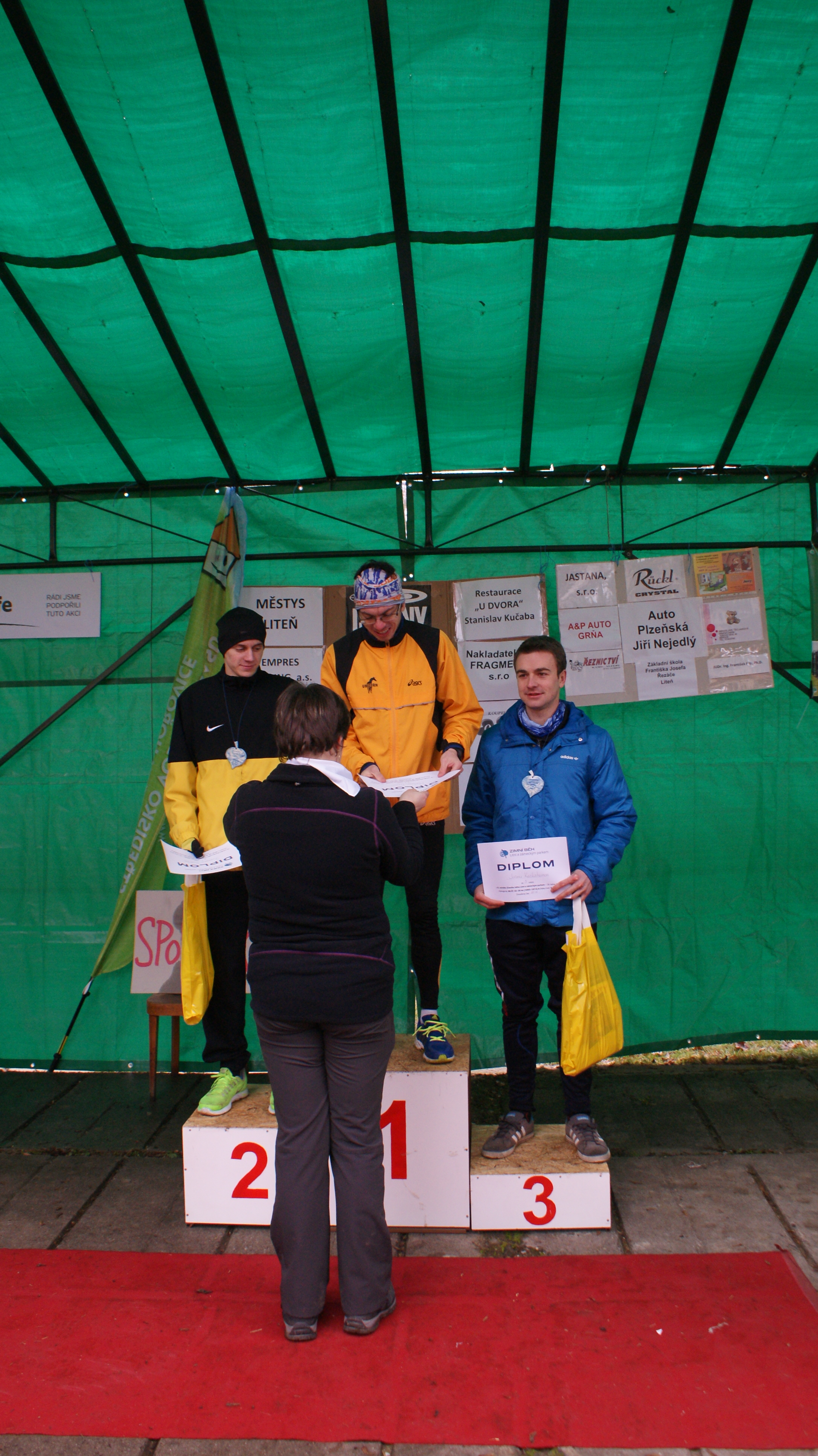
Vyhlášení vítězů
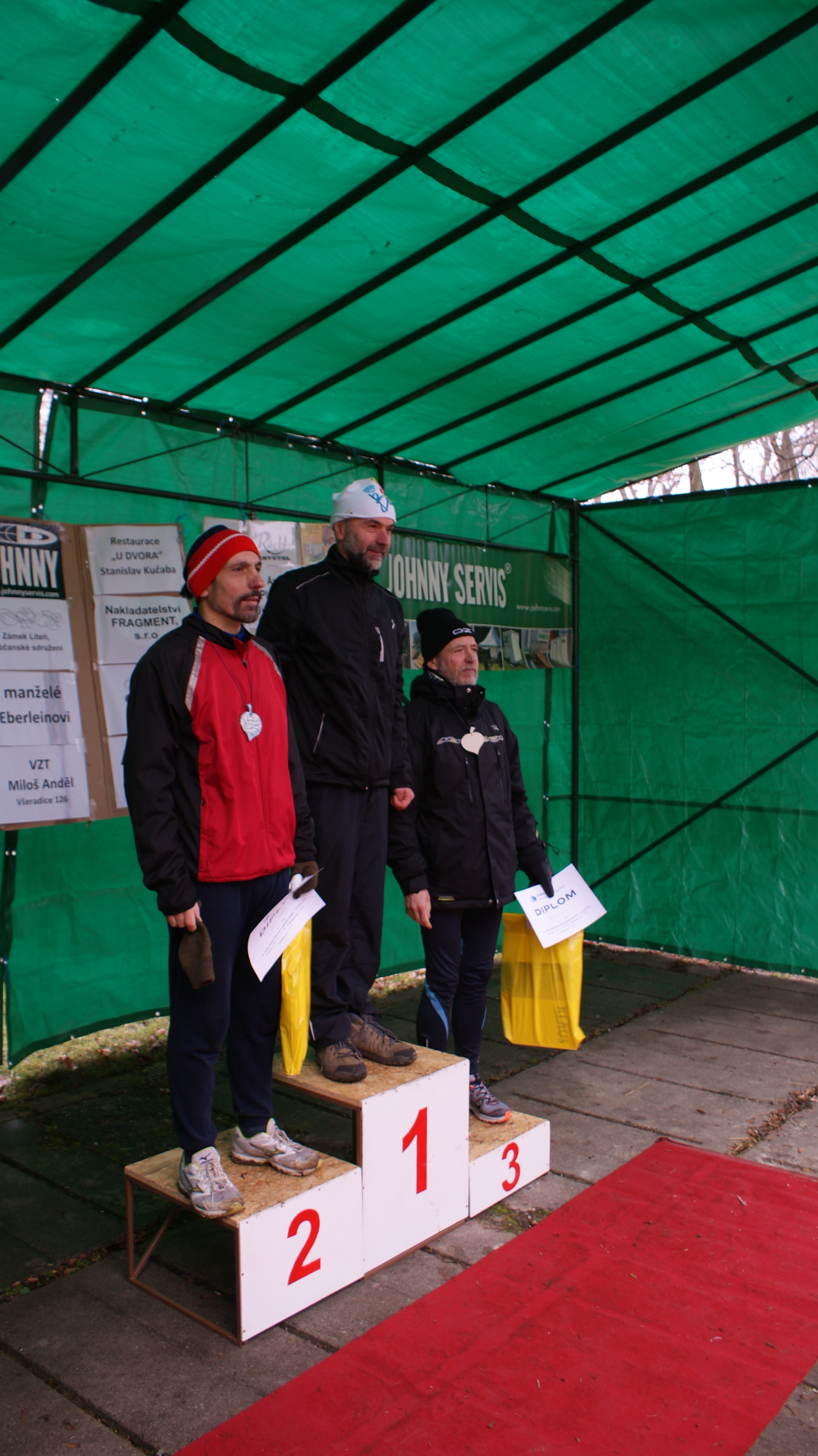
Vyhlášení vítězů
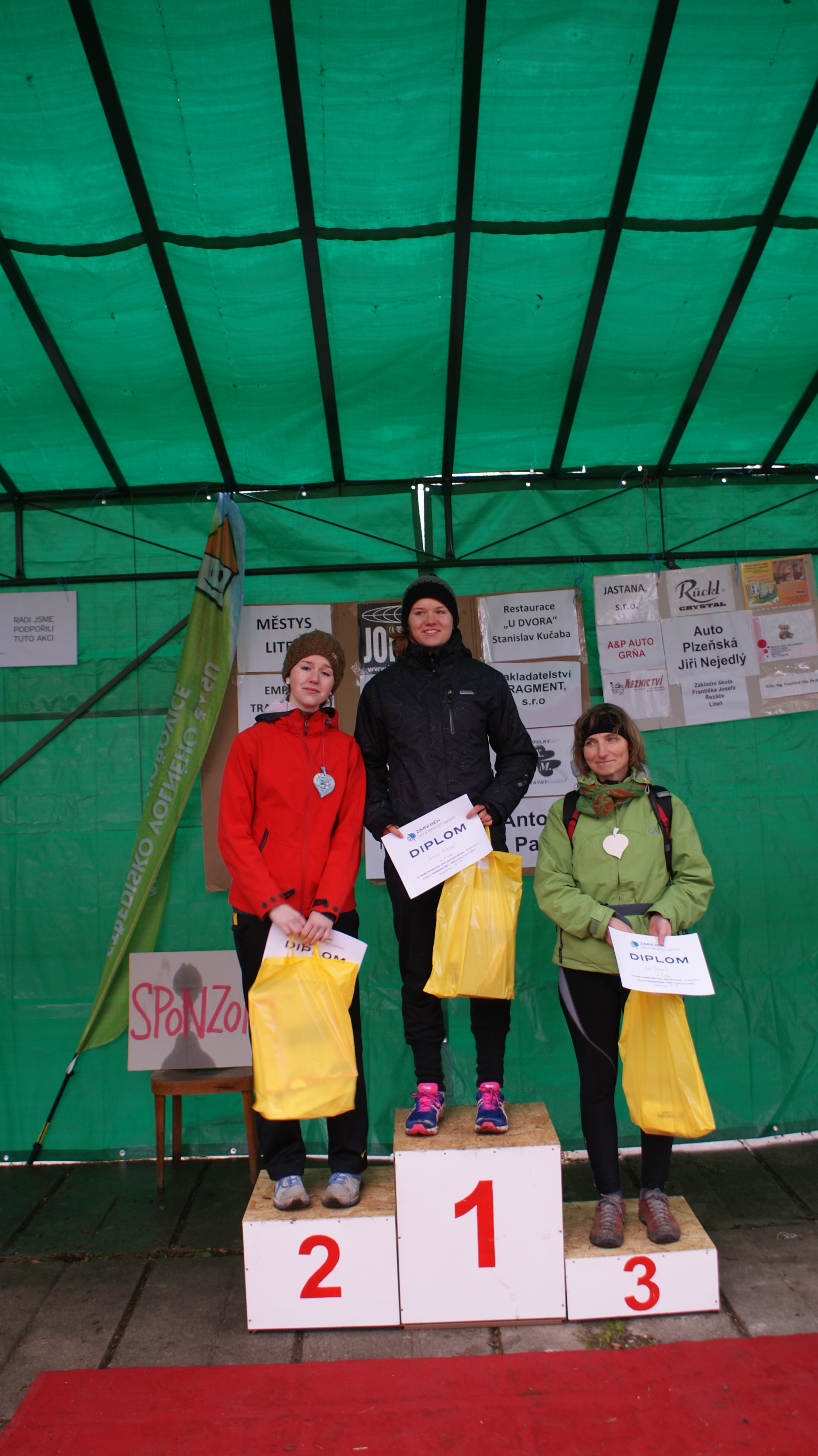
Vyhlášení vítězek
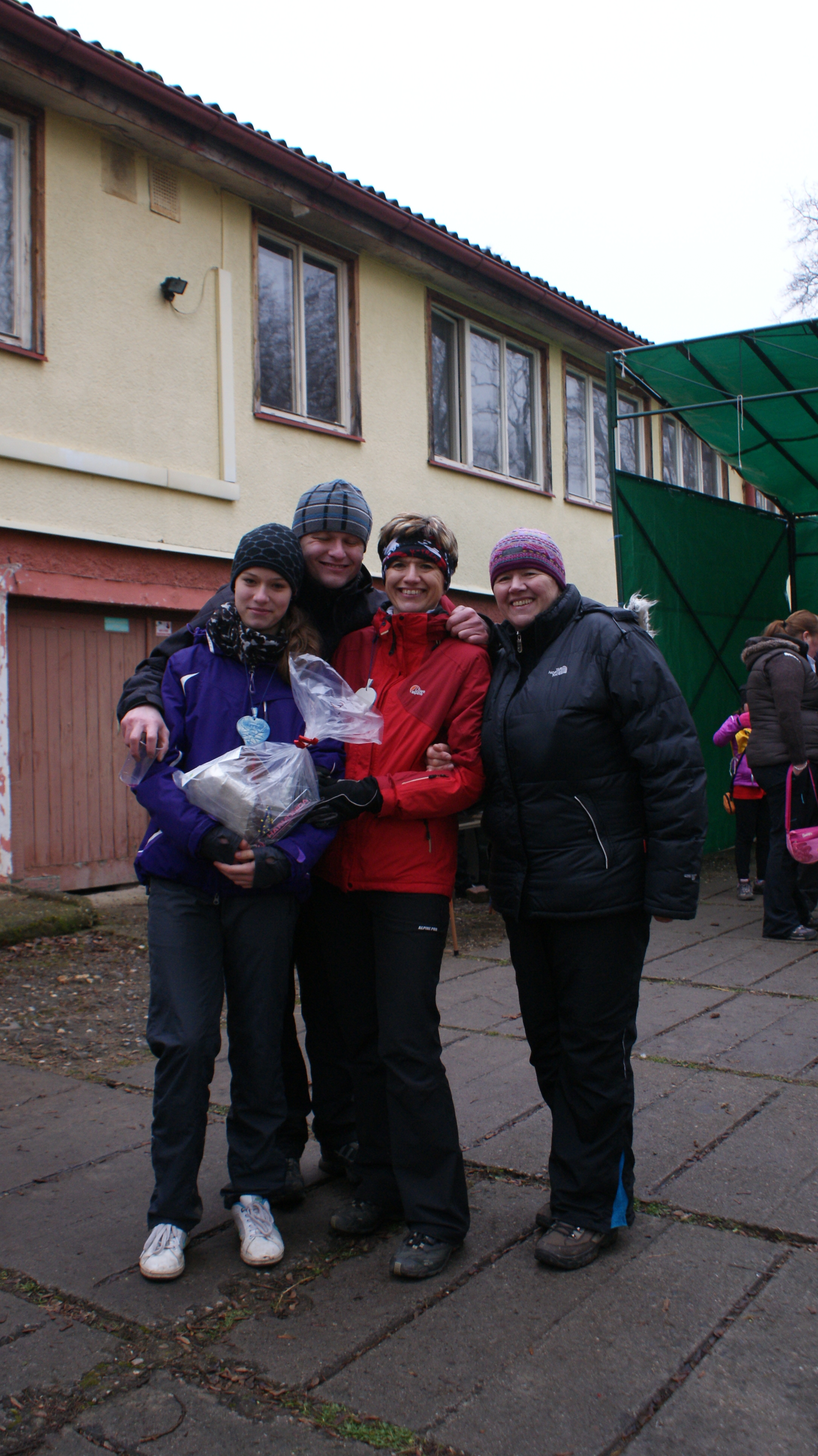
Vítězové v zábavném závodu
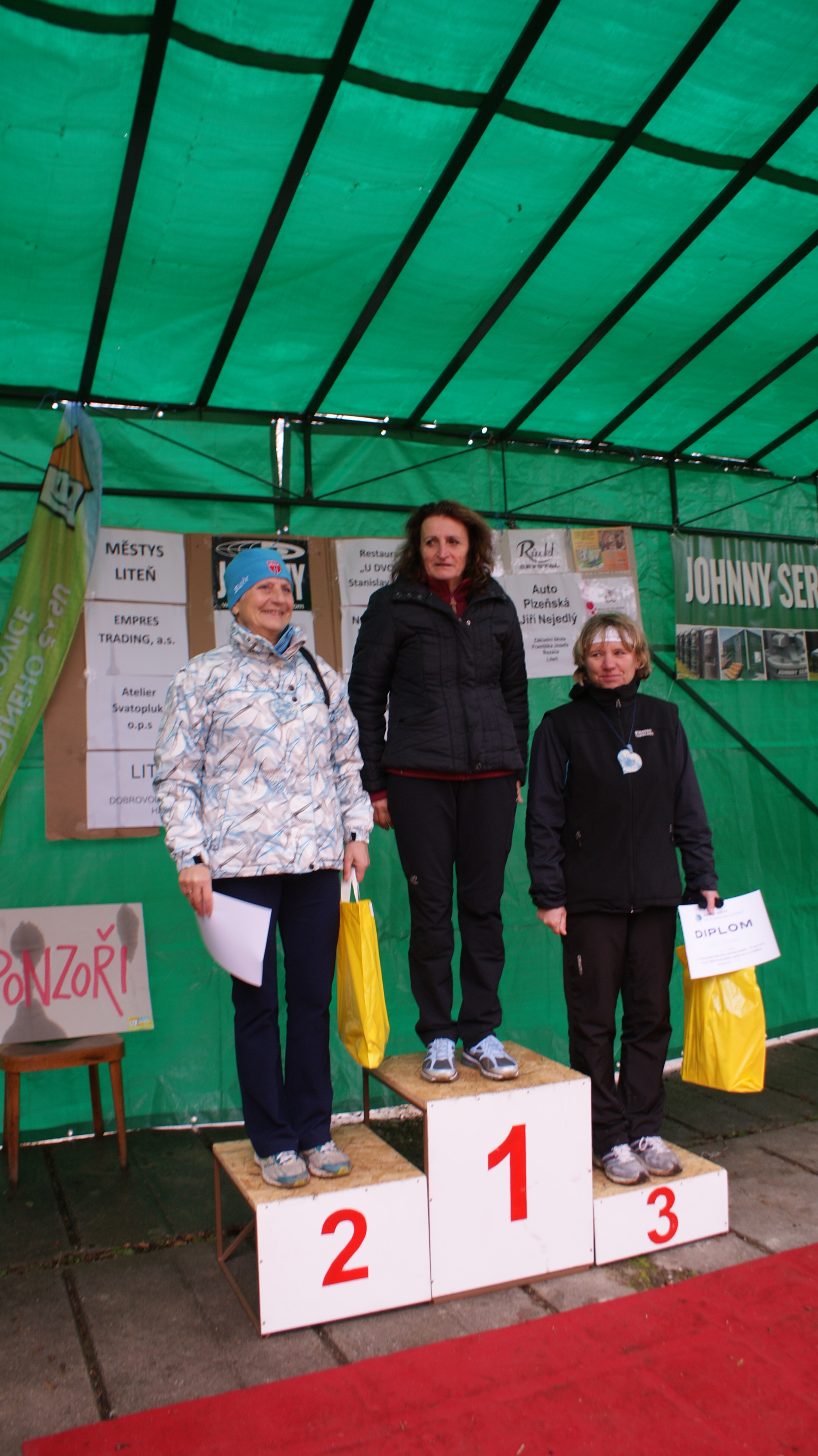
Vyhlášení vítězek
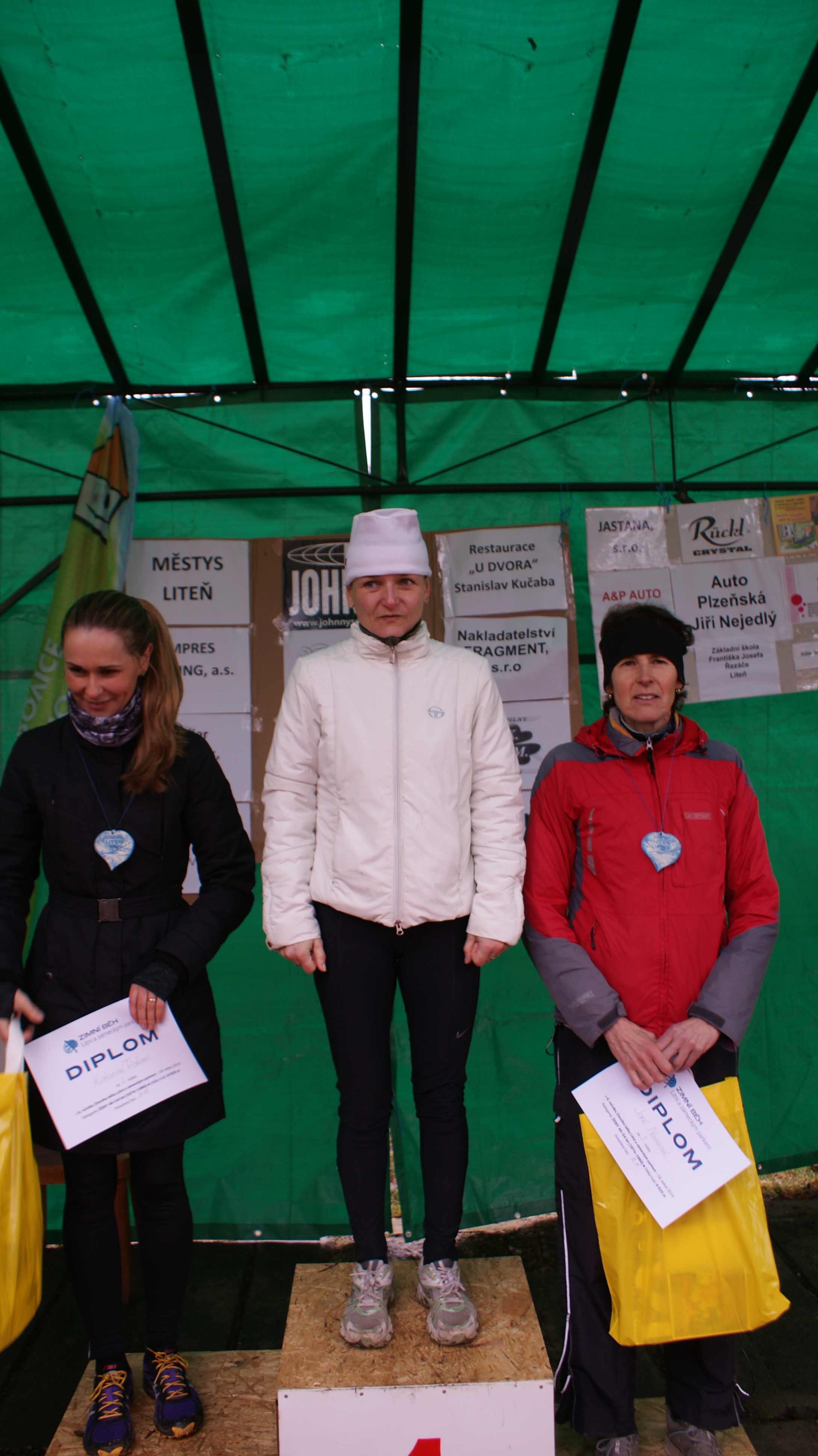
Vyhlášení vítězek

### Organizátoři

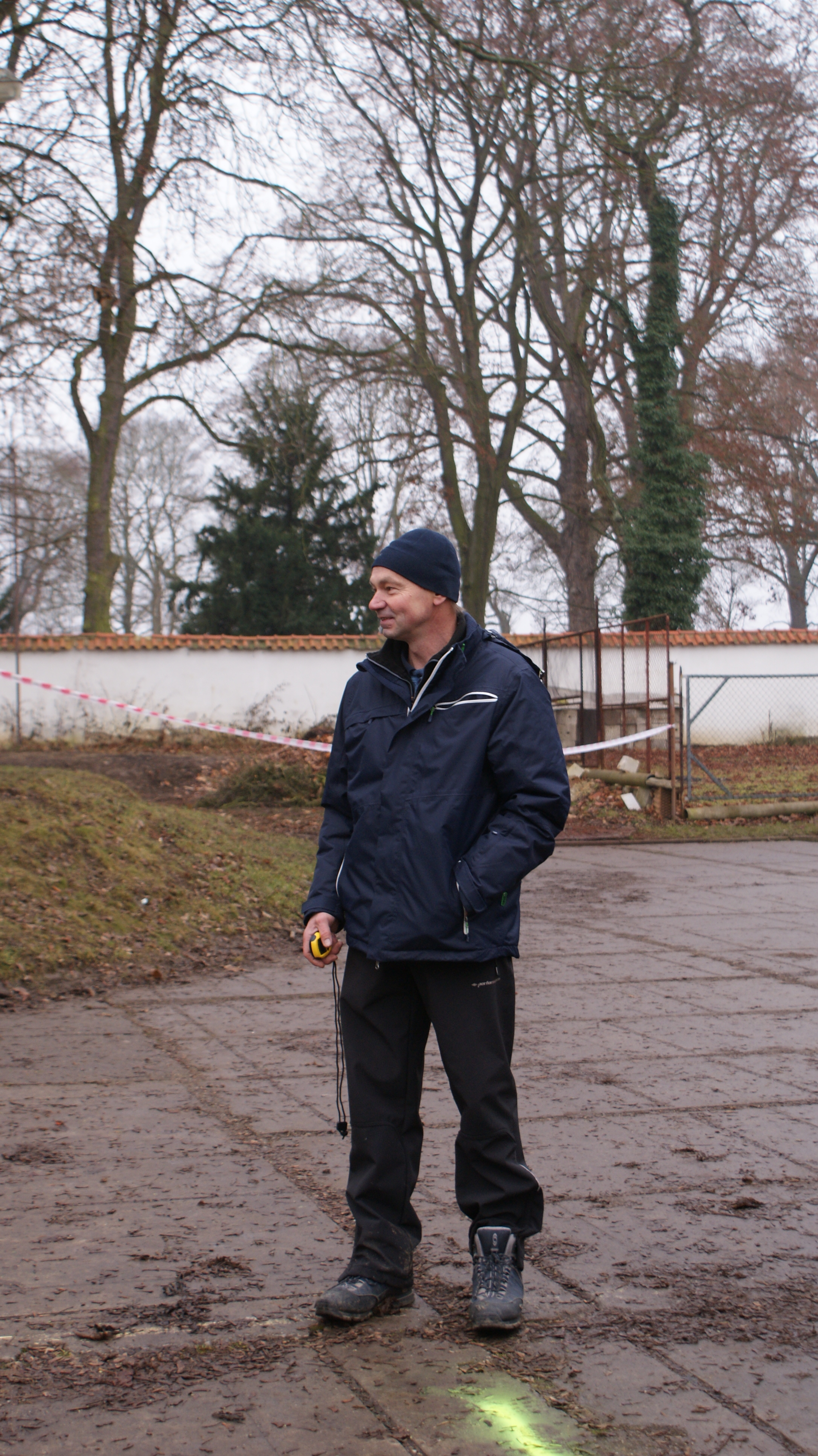
Ředitel Zimního běhu Litní Stanislav Křeček
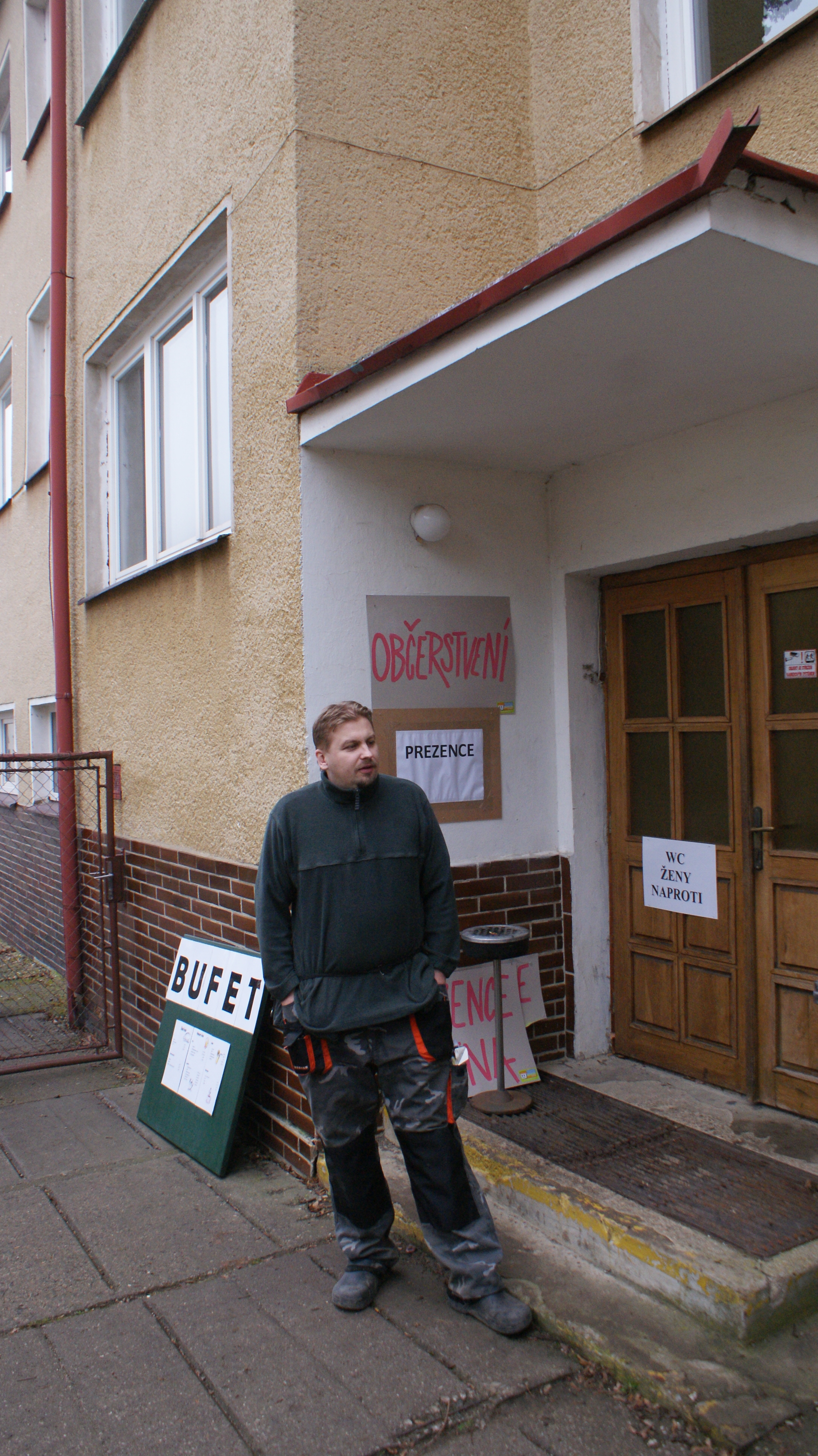
Ředitel Atelier Svatopluk Jana Havelka
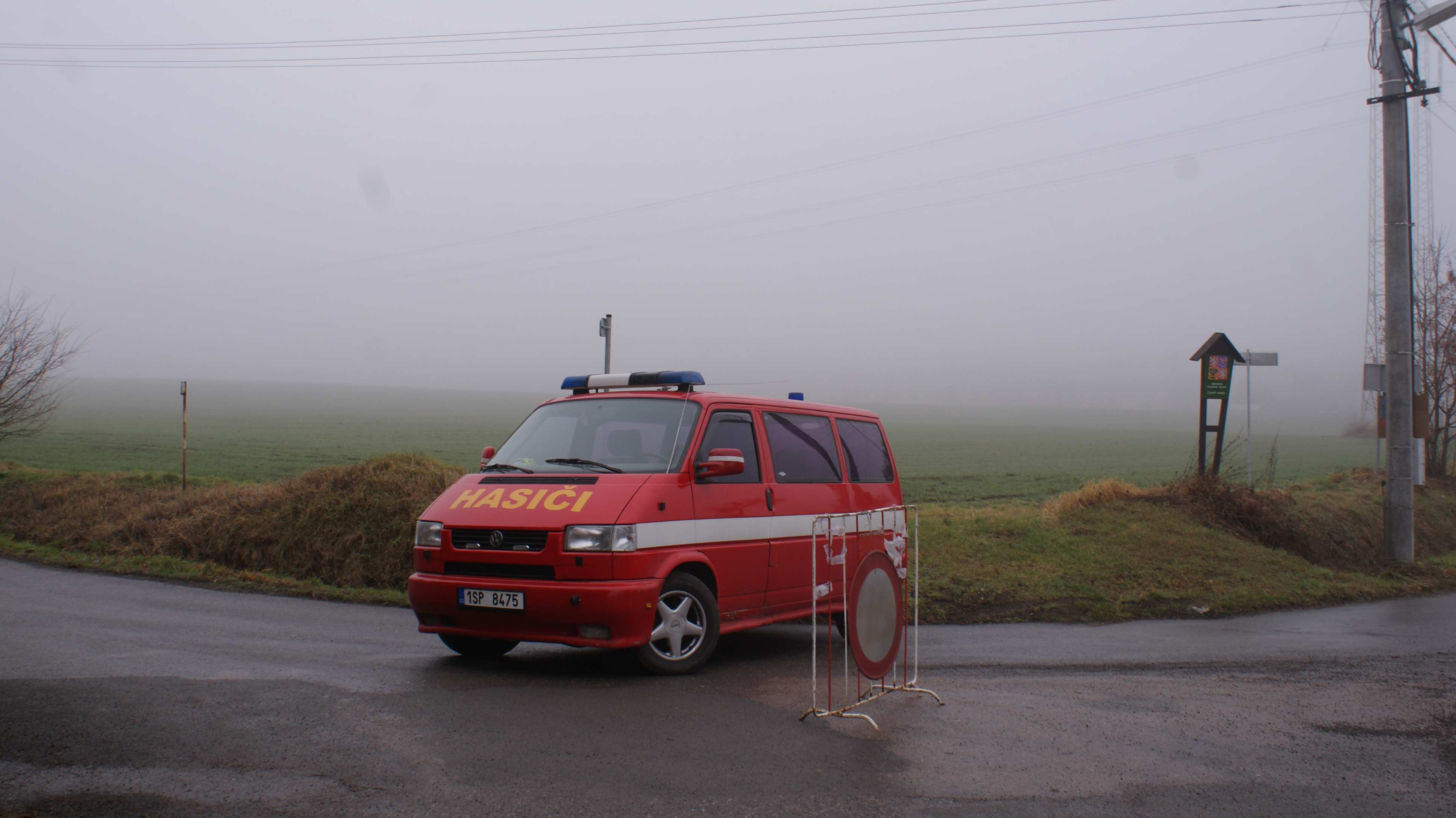
Uzávěra hasičů v
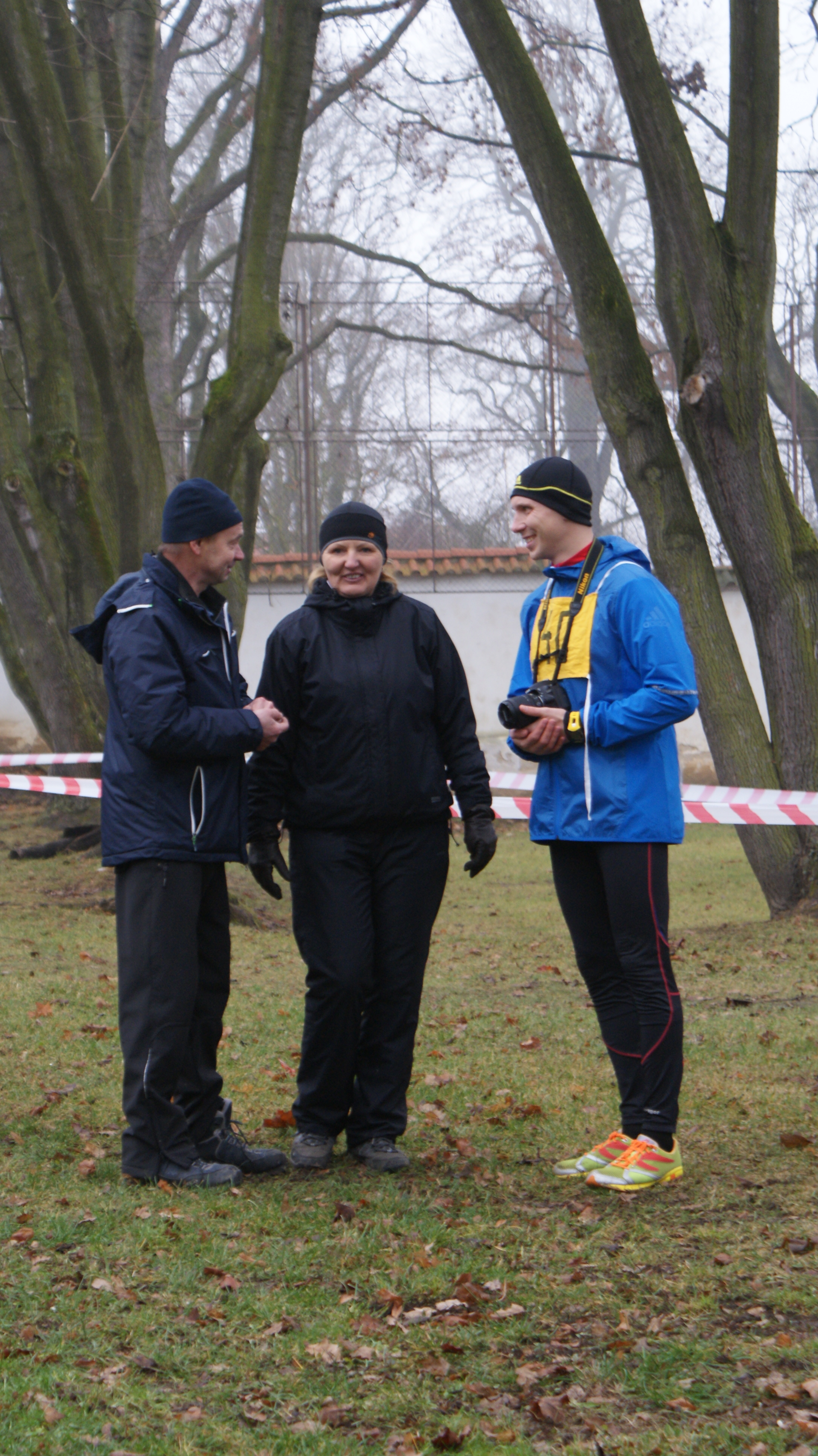
Pořadatelé
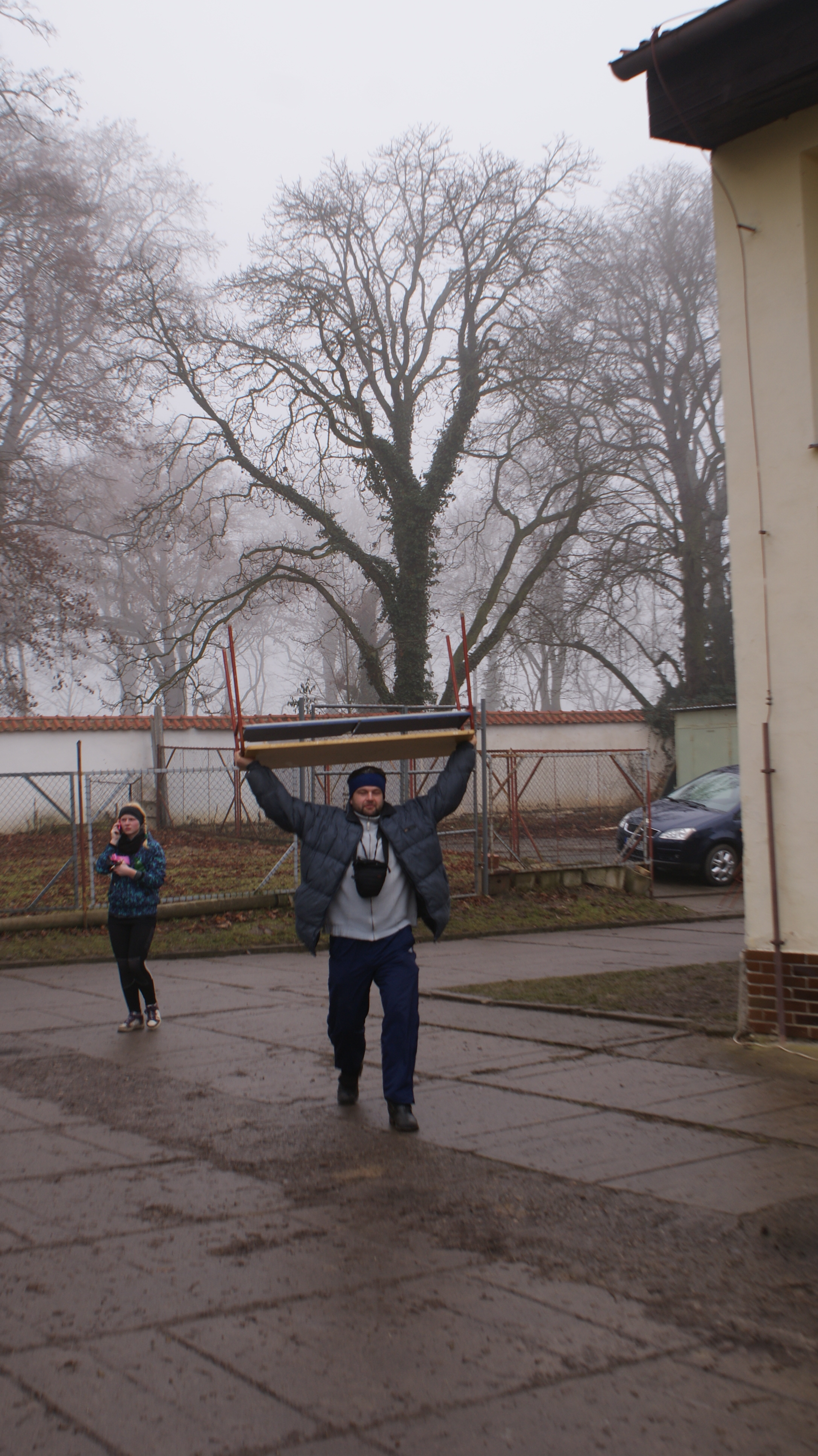
Organizátoři v akci
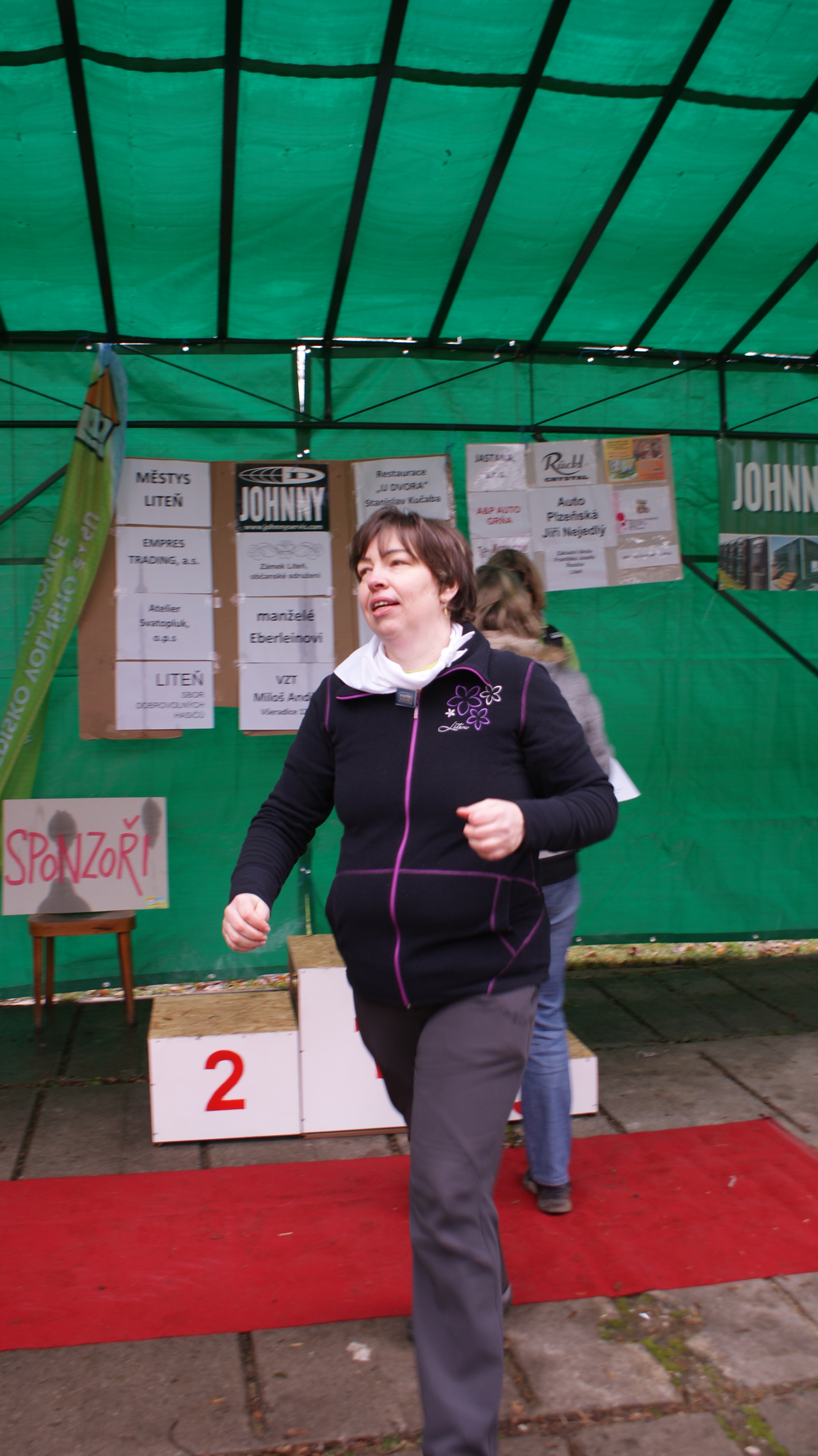
Organizátoři v akci
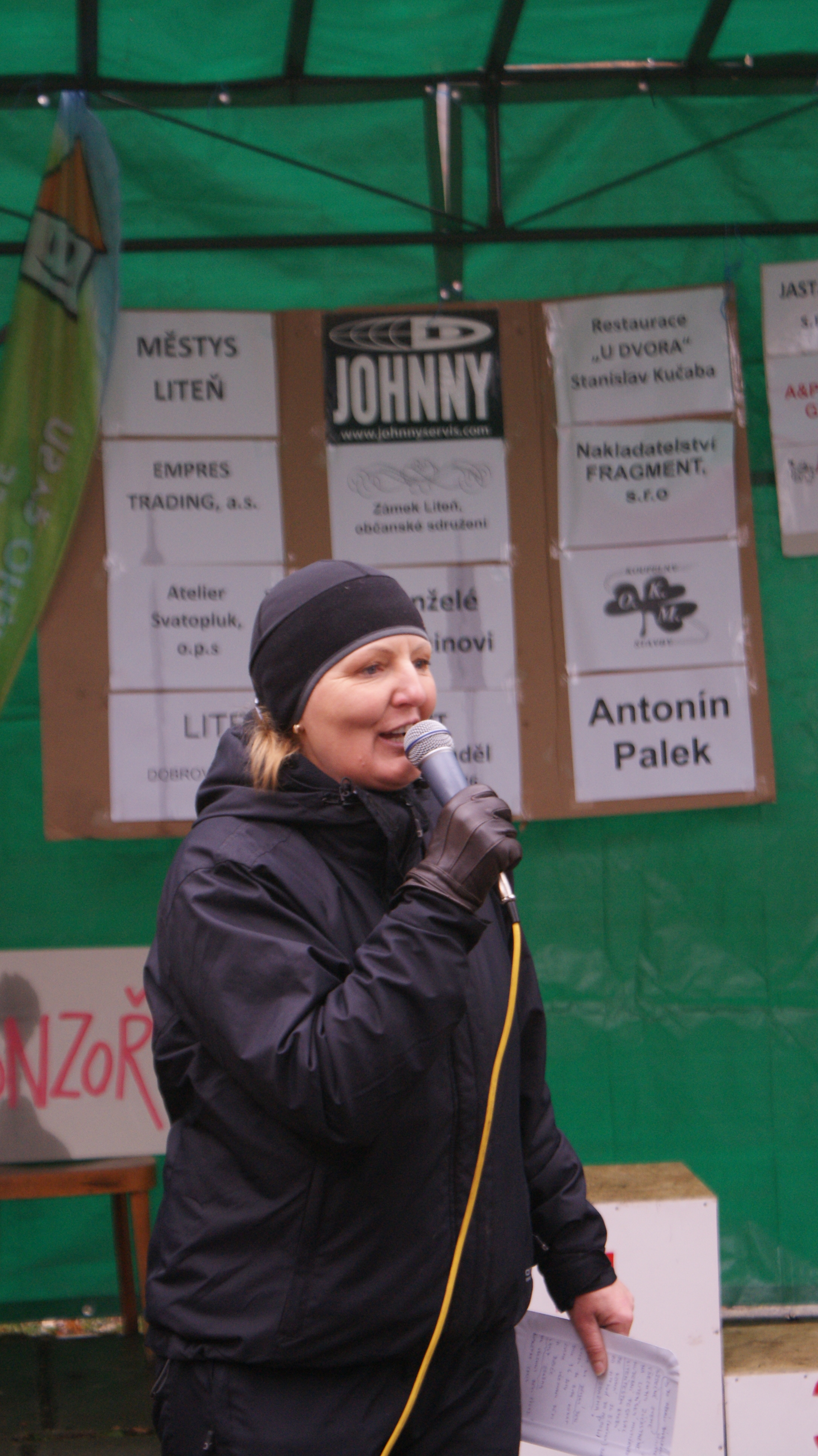
Organizátoři v akci

### Momentky

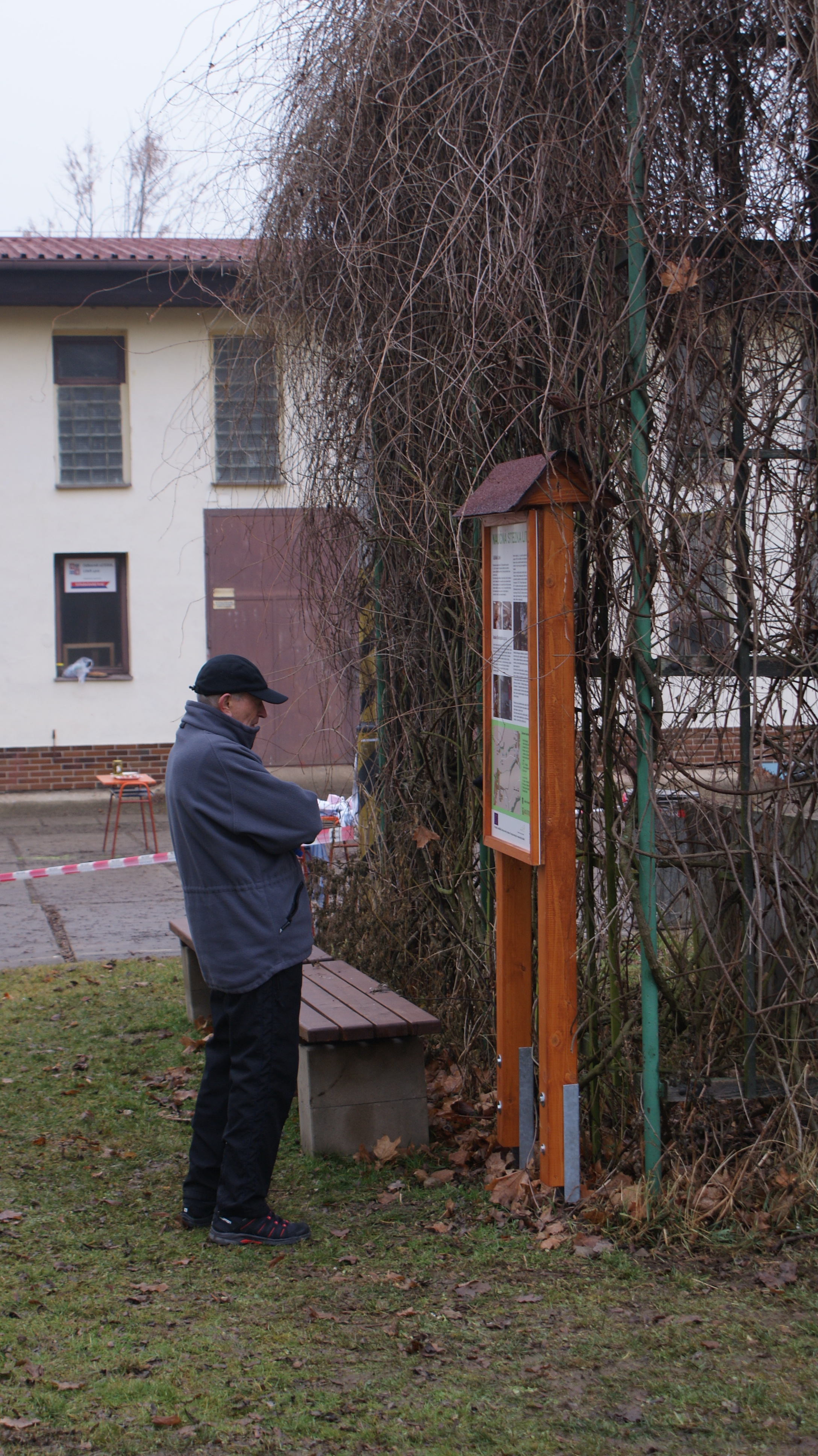
Závod se koná na Naučné stezce Liteň
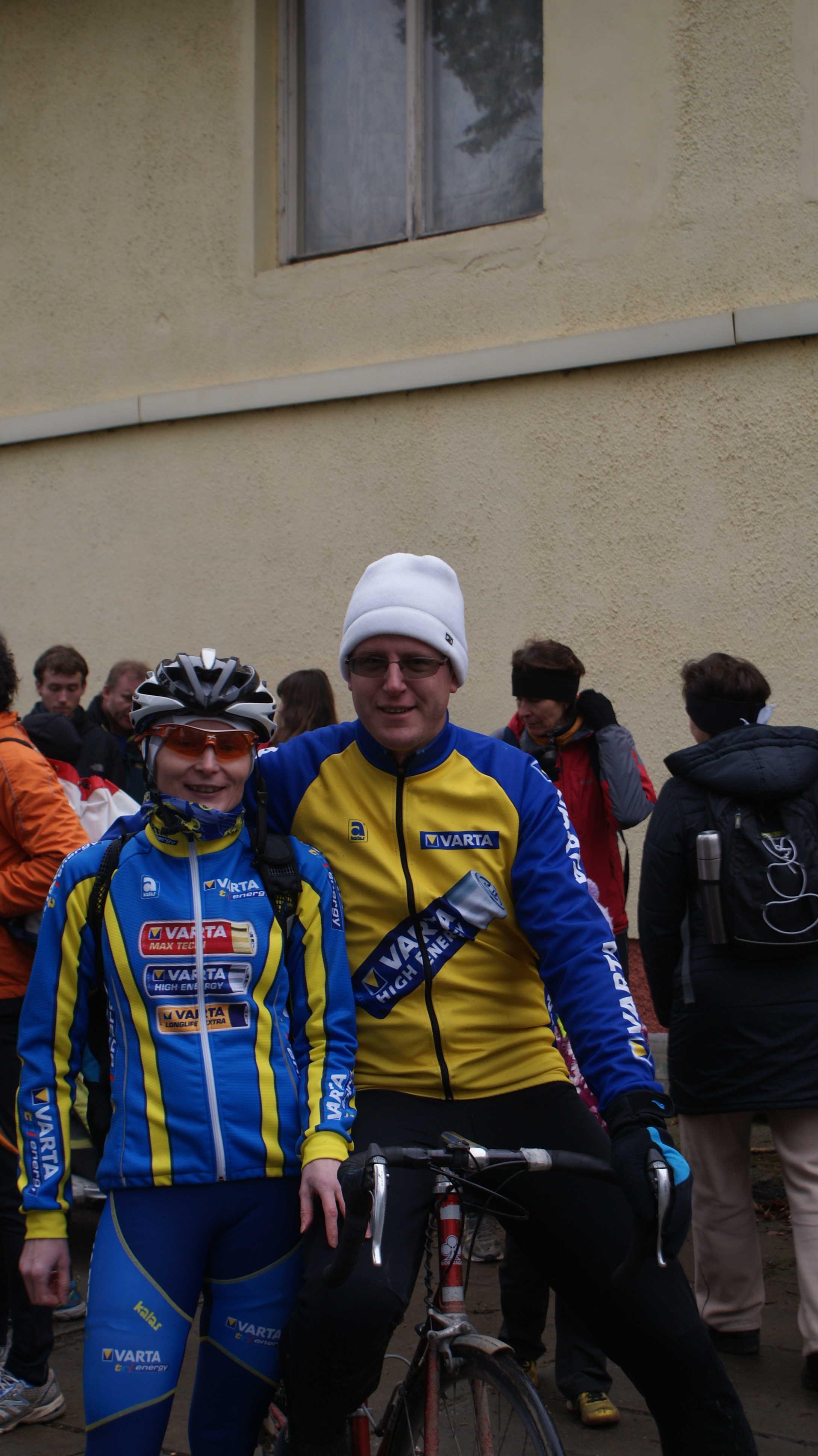
Běžci na kolech
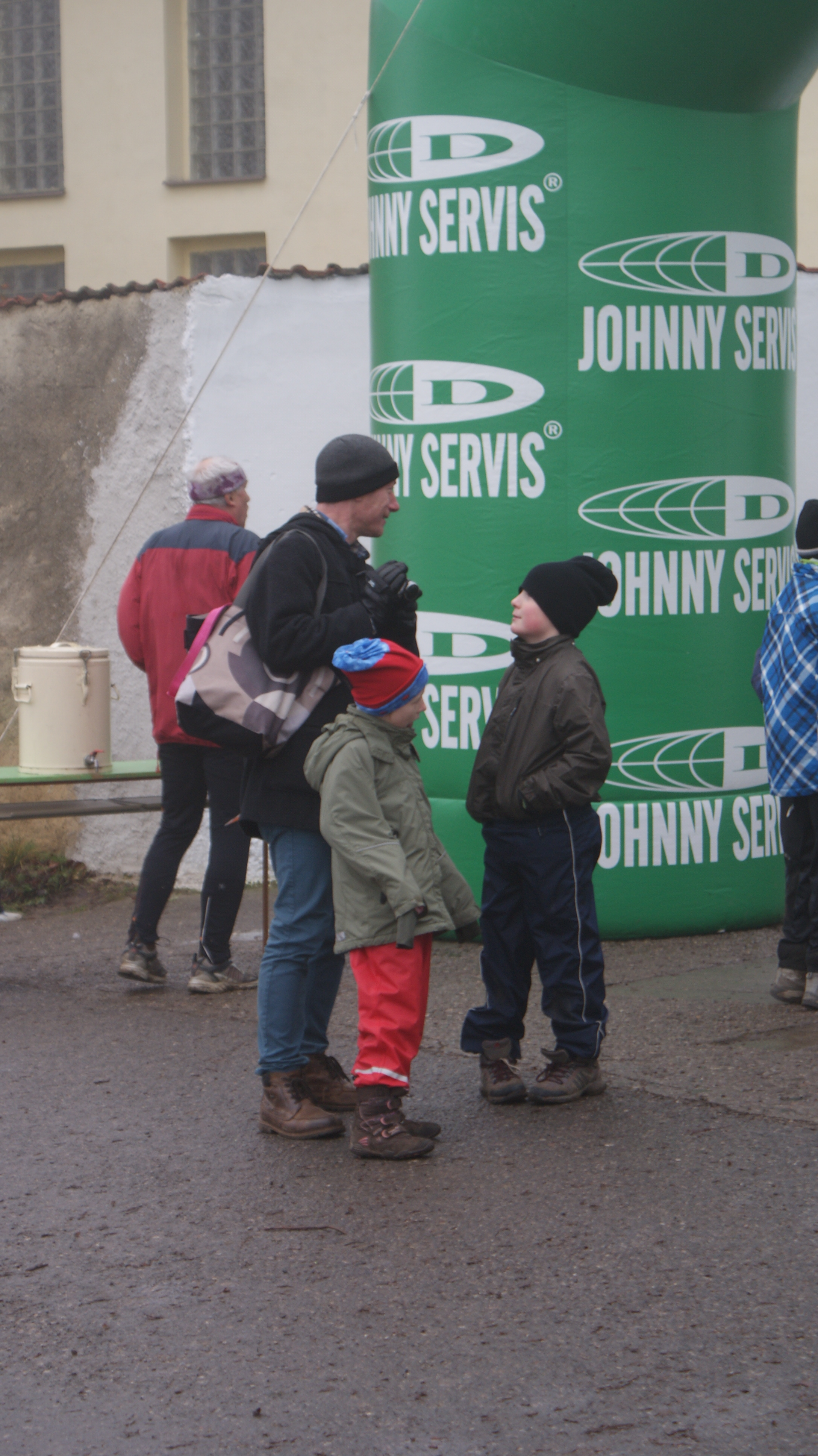
Účastníci
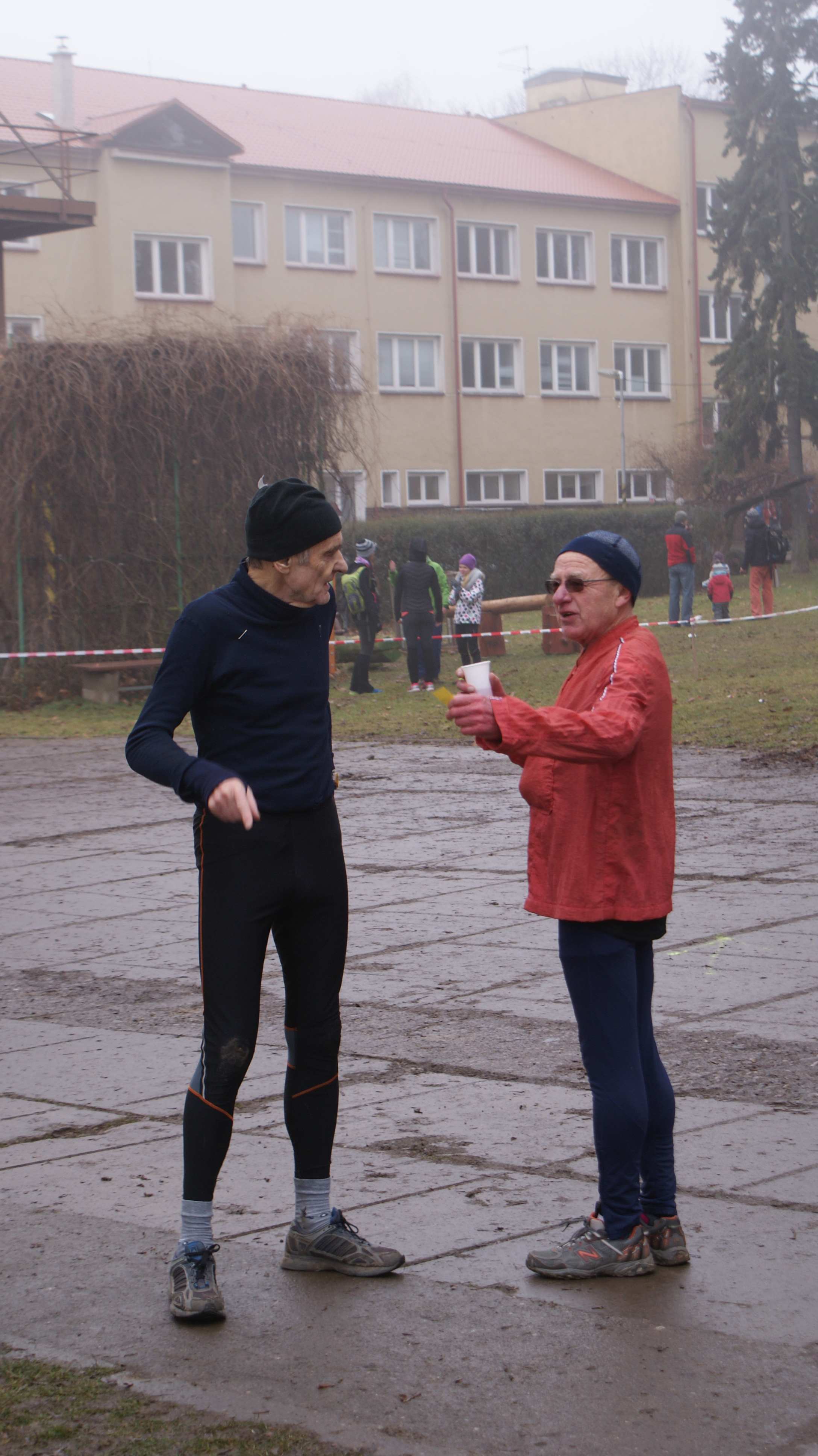
Rozhovor závodníků
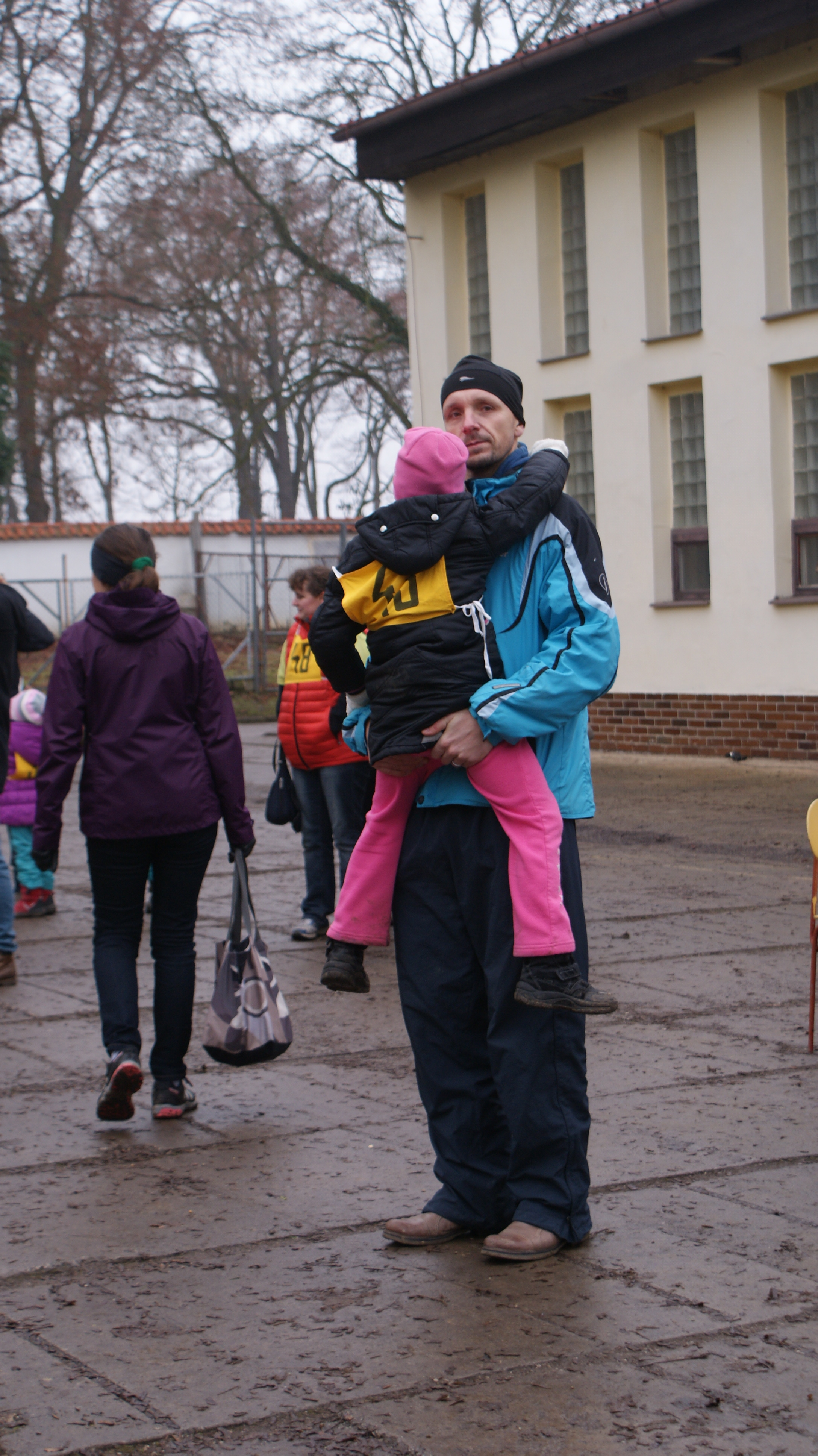
Malý závodník
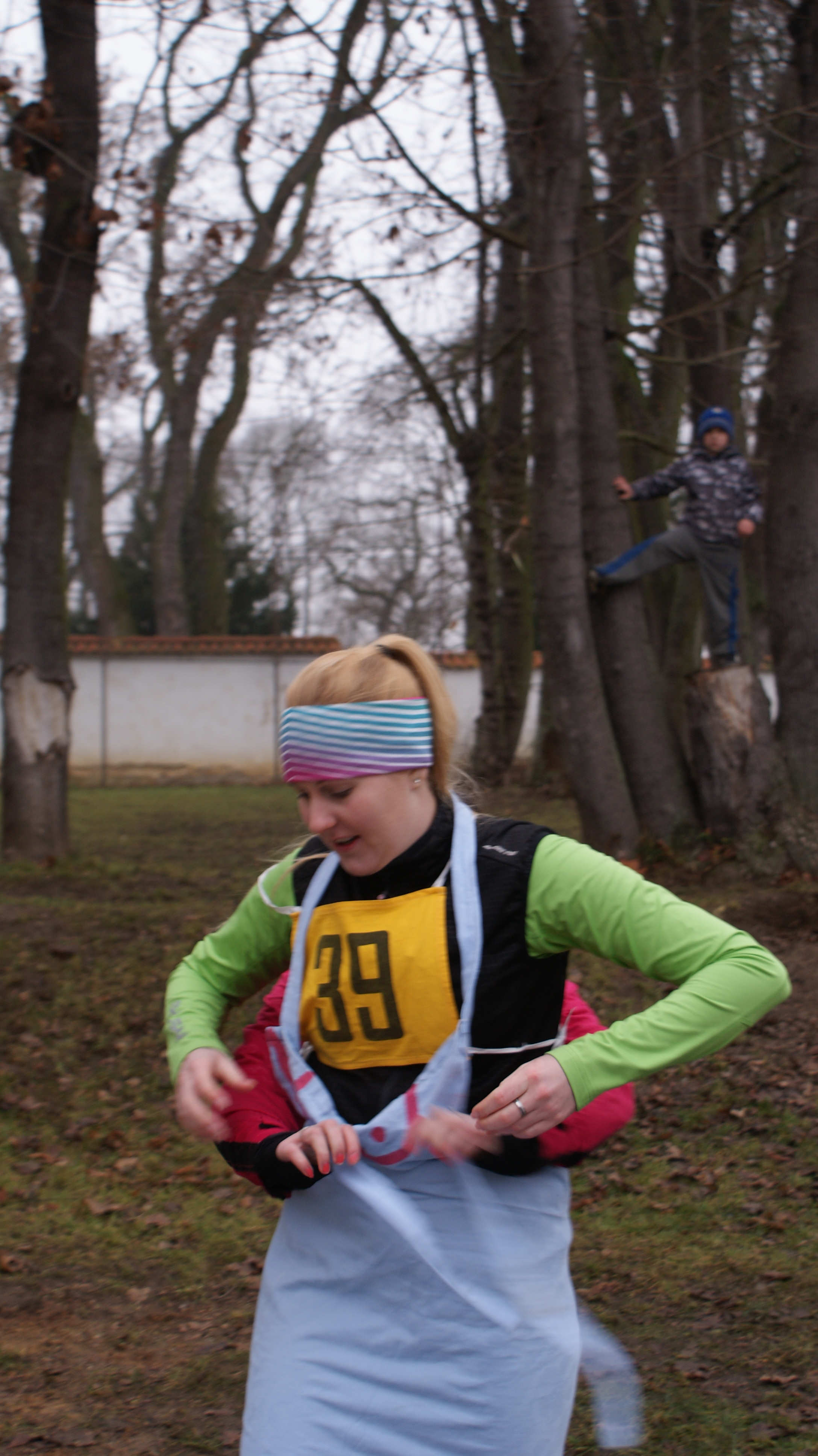
Zábavný závod
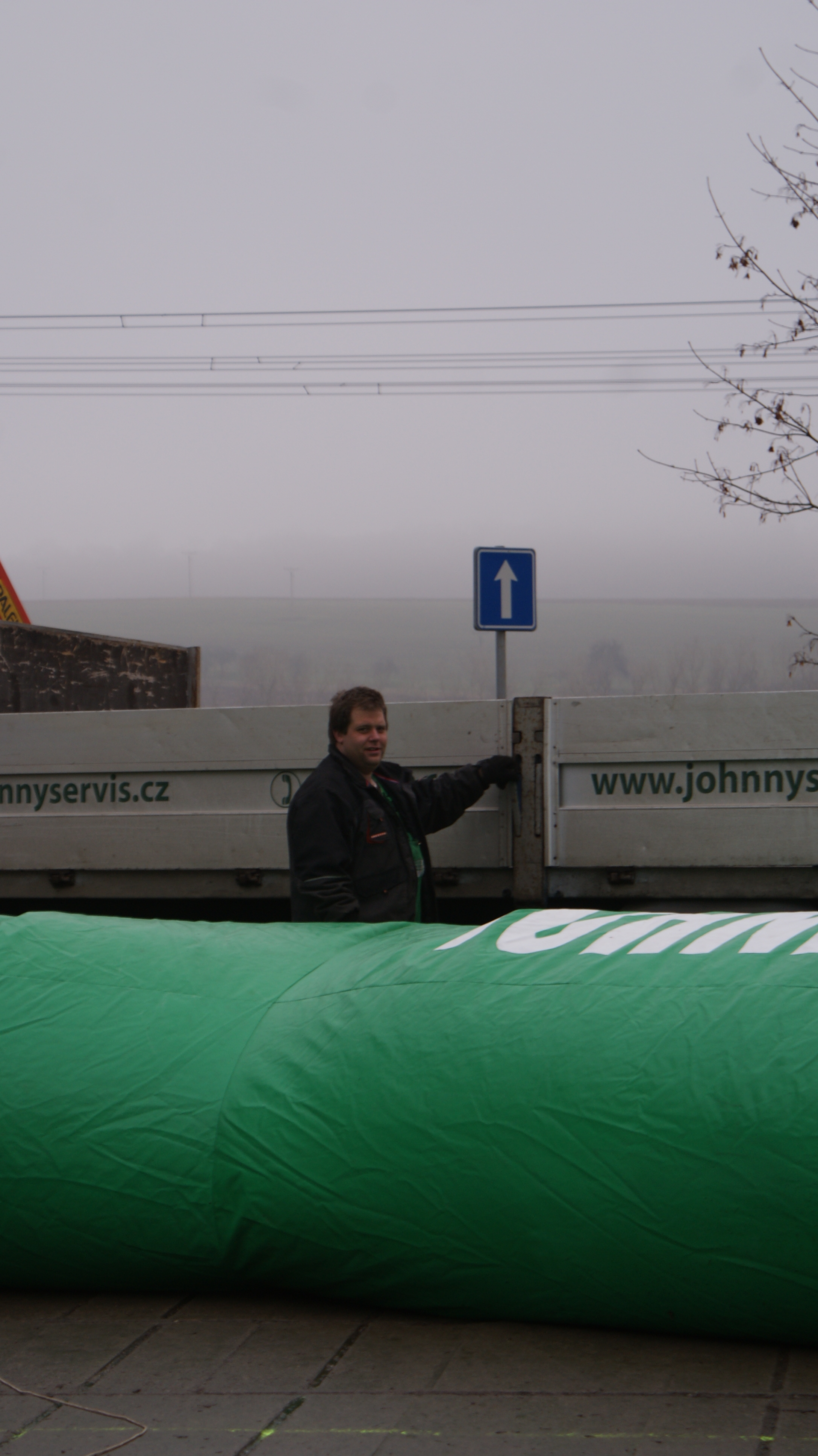
Johny servis